# Organización territorial de Schleswig-Holstein

Escudo de armas (Landeswappen) del País de Schleswig-Holstein (Land Schleswig-Holstein): los dos leones de Schleswig y la hoja de ortiga de Holstein.

Bandera regional (Landesflagge) del País de Schleswig-Holstein (Land Schleswig-Holstein). Sus colores derivan directamente del escudo de armas.

Bandera de Estado (Landesdienstflagge) del País de Schleswig-Holstein (Land Schleswig-Holstein), que se utiliza tanto en tierra firme como en el mar (caso único en Alemania).

Las 4 ciudades autónomas y los 11 distritos de Schleswig-Holstein.

Mapa con la división del País de Schleswig-Holstein en ciudades autónomas, distritos (Kreise), Einheitsgemeinden y mancomunidades de municipios (Ämter), con sus ciudades y municipios miembros (1-III-2013).

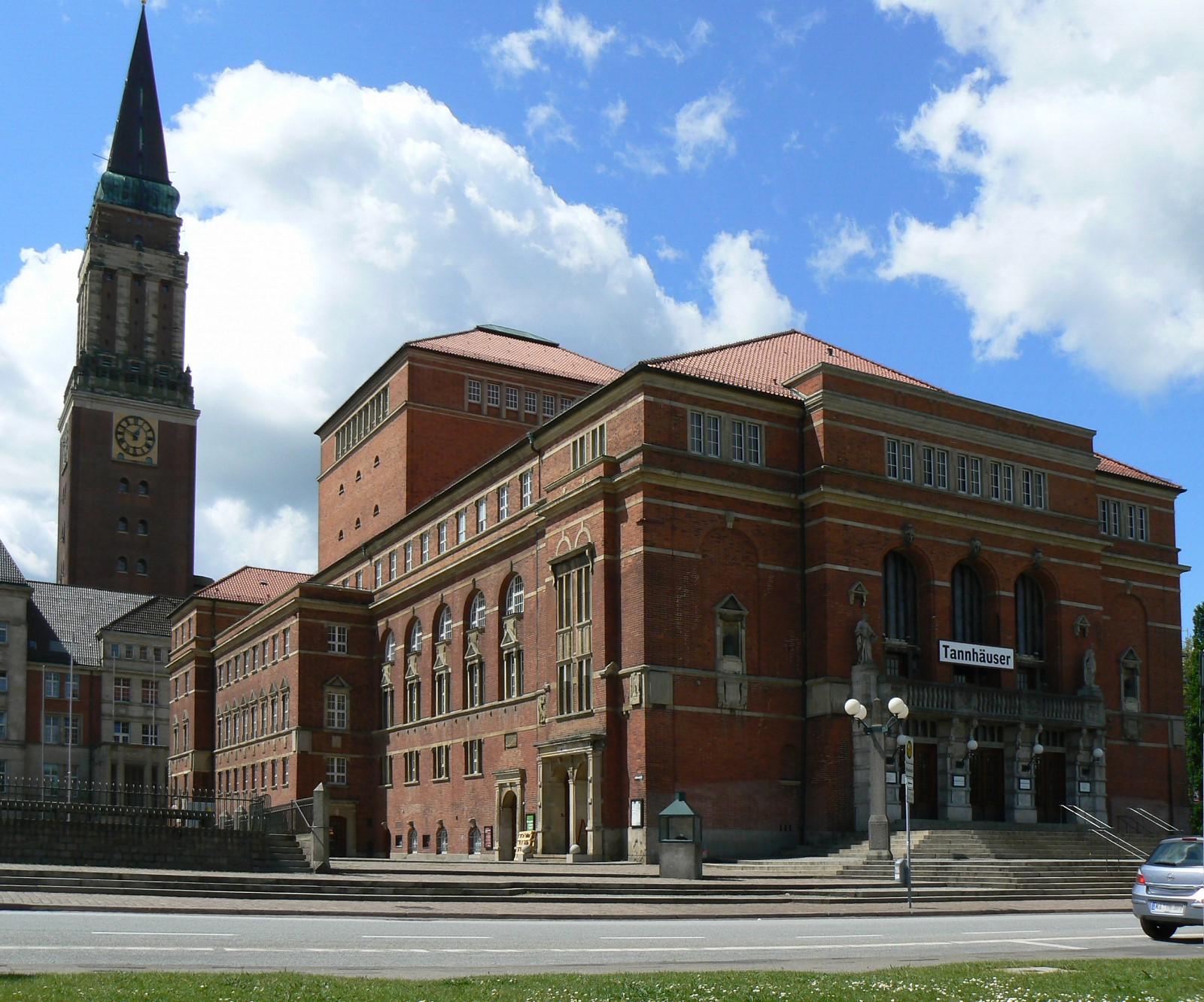
Kiel: la Casa de la Ópera (Opernhaus) y
la Torre del Ayuntamiento (Rathausturm).

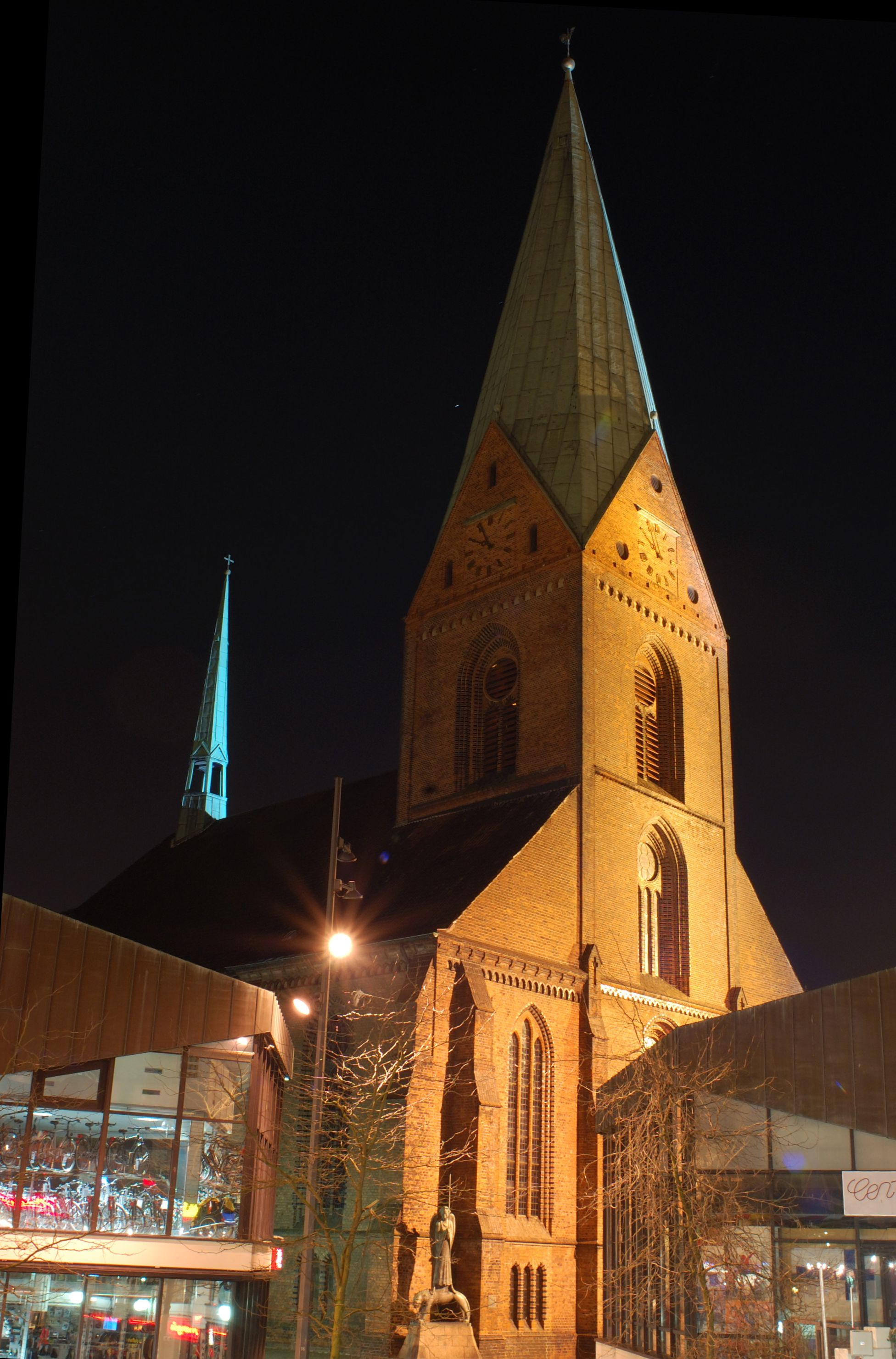
Kiel: la Iglesia de San Nicolás (Nikolaikirche),
de noche.

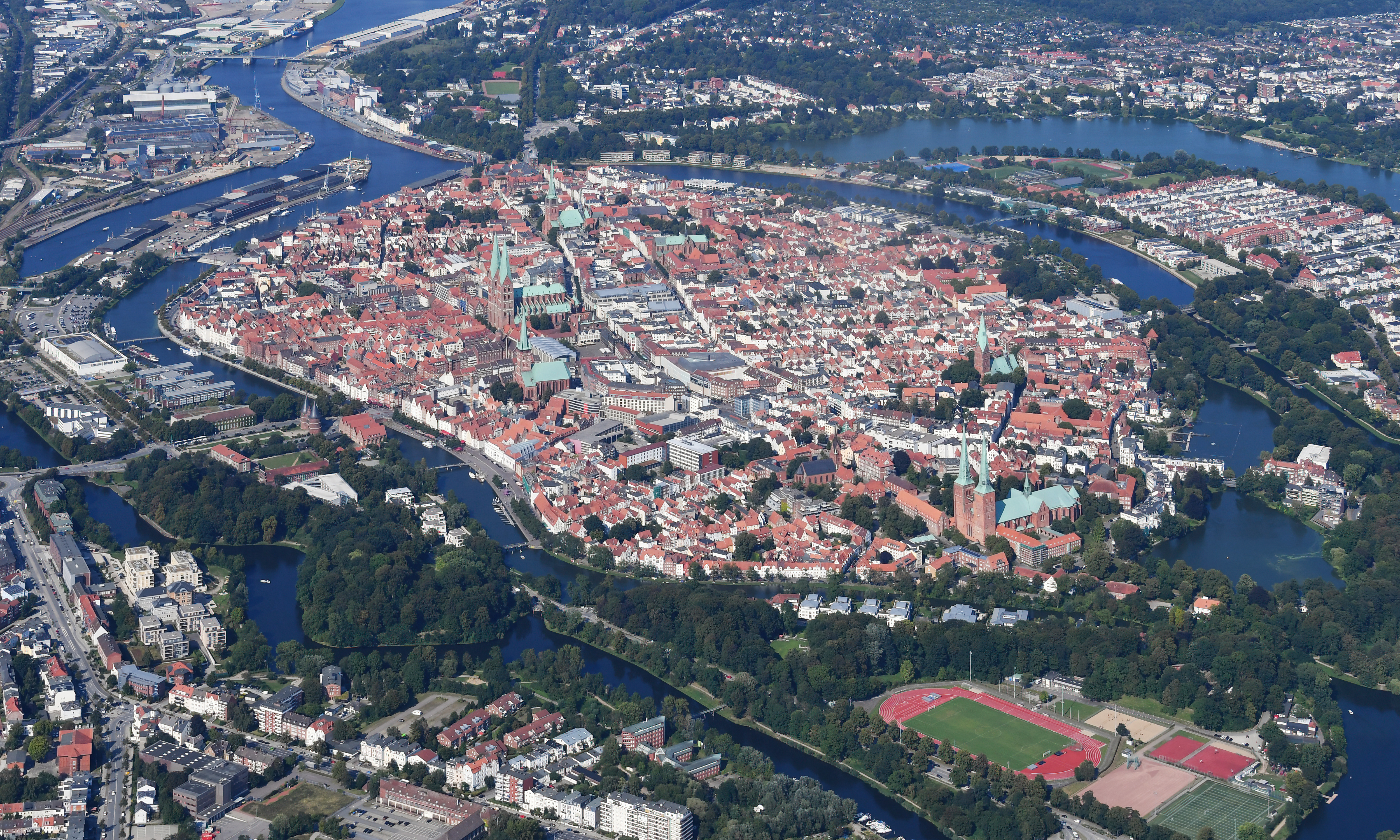
Lübeck: la Ciudad Antigua (Innenstadt) de Lübeck. Conjunto histórico de extraordinario valor, a pesar de haber sido bombardeado durante la Segunda Guerra Mundial y reconstruido después.

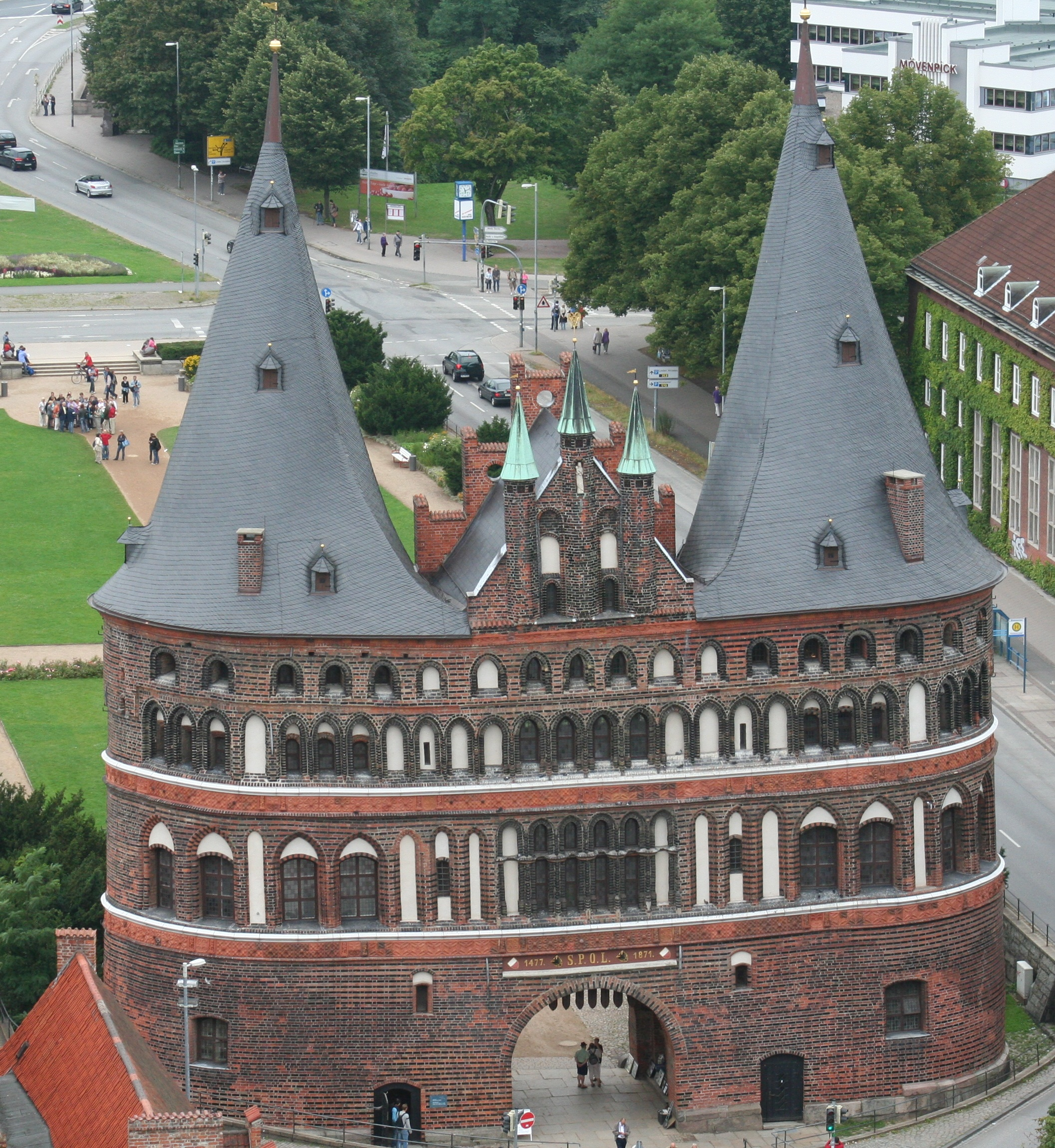
Lübeck: la llamada Puerta de Holsten (Holstentor; Holsten es Holstein en danés). Es ya legendaria una inscripción que aparece en el monumento: Concordia domi, foris pax ("En los hogares la concordia, y la paz fuera de ellos").

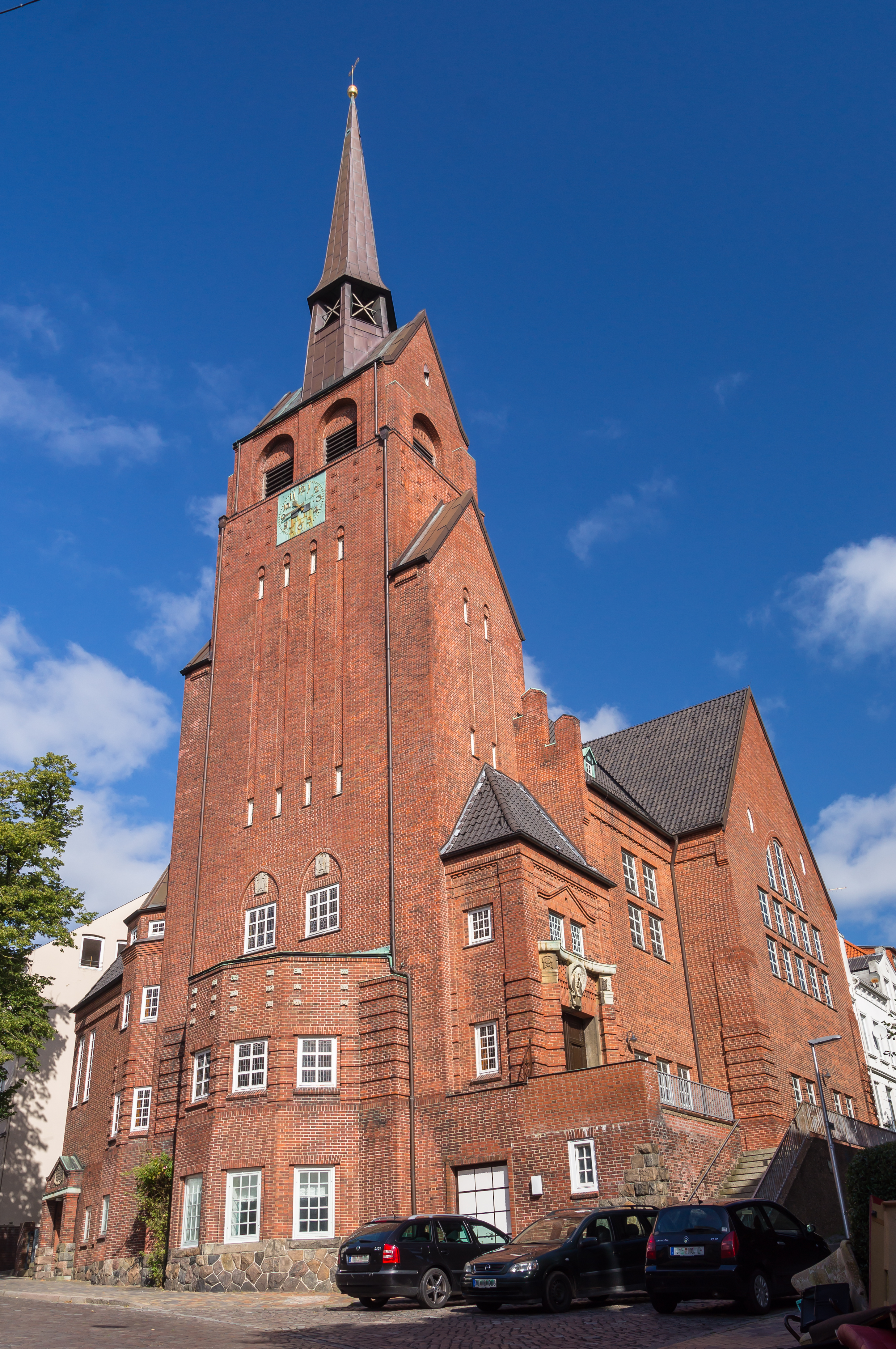
Flensburgo (Flensburg): la Iglesia de San Pedro (Sankt-Petri-Kirche).

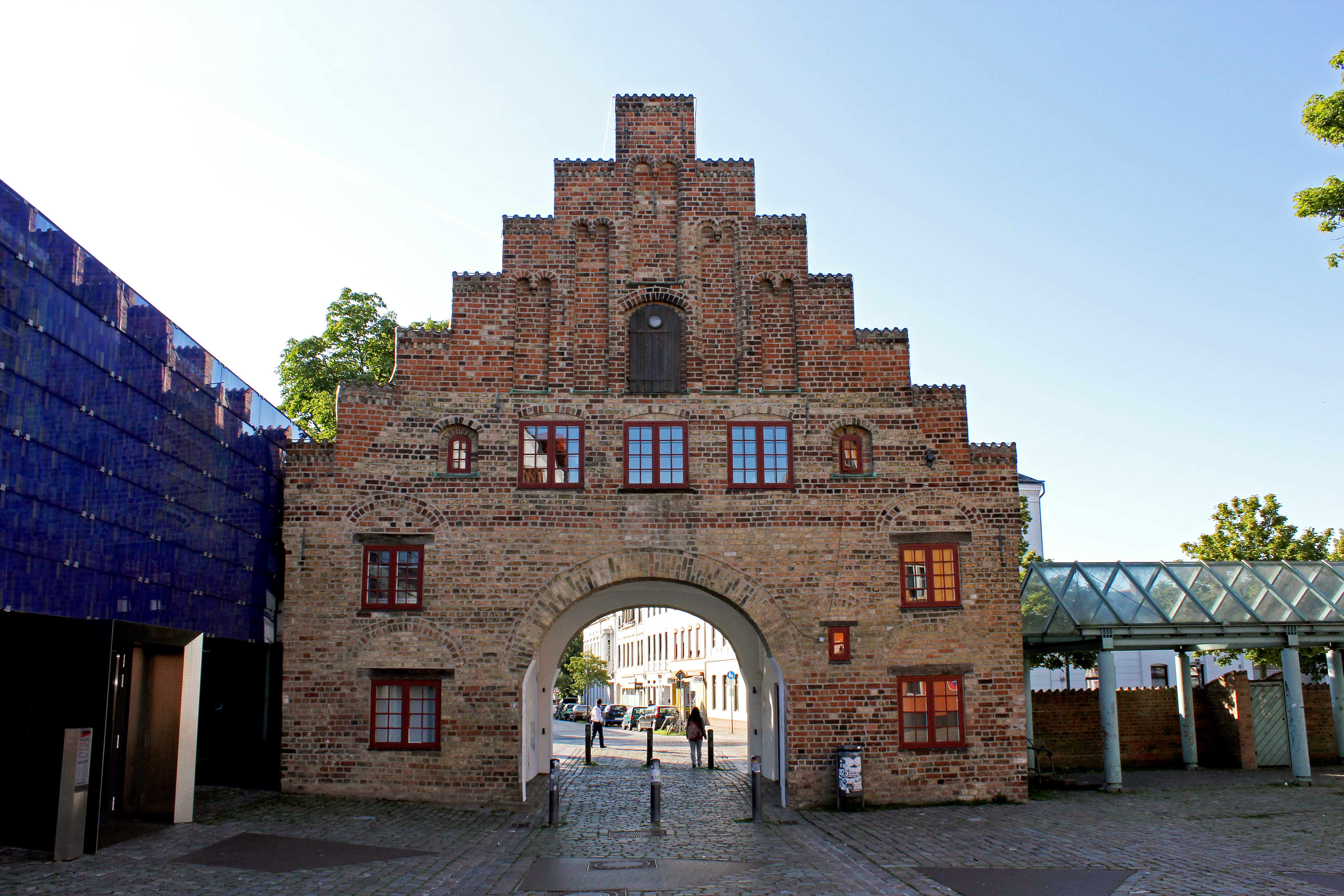
Flensburgo (Flensburg): la Puerta del Norte (Nordertor).

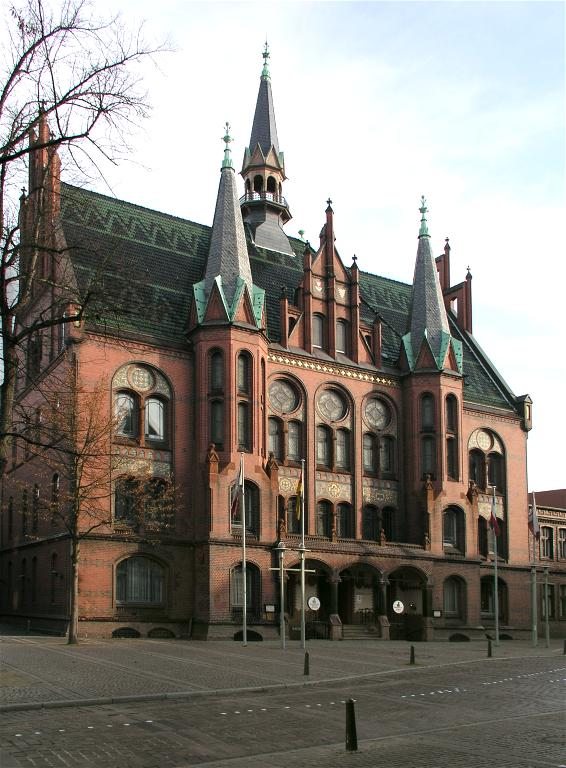
Neumünster: el Antiguo Ayuntamiento
(Altes Rathaus).

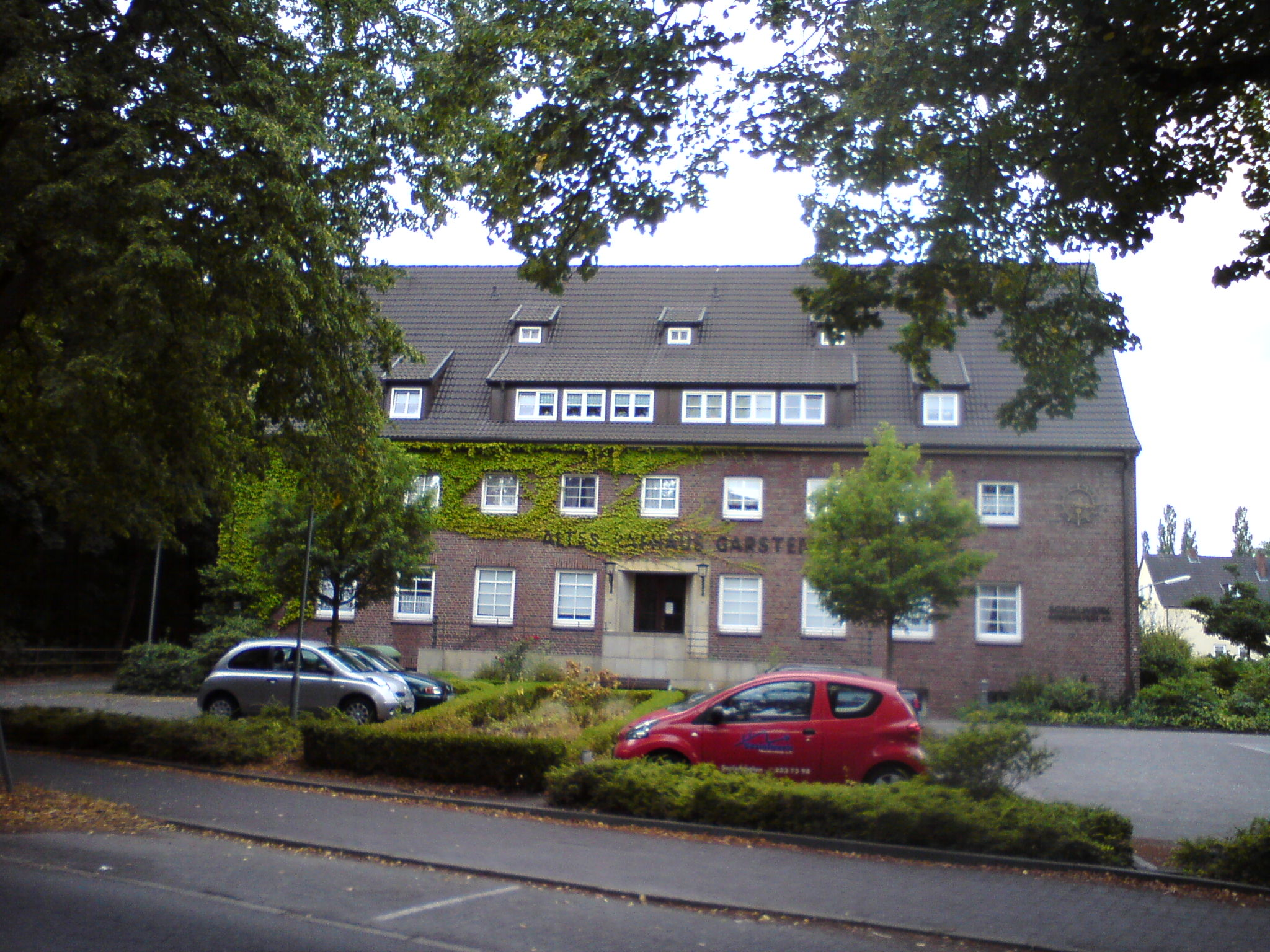
Norderstedt-Garstedt: el Antiguo Ayuntamiento (Altes Garstedter Rathaus).

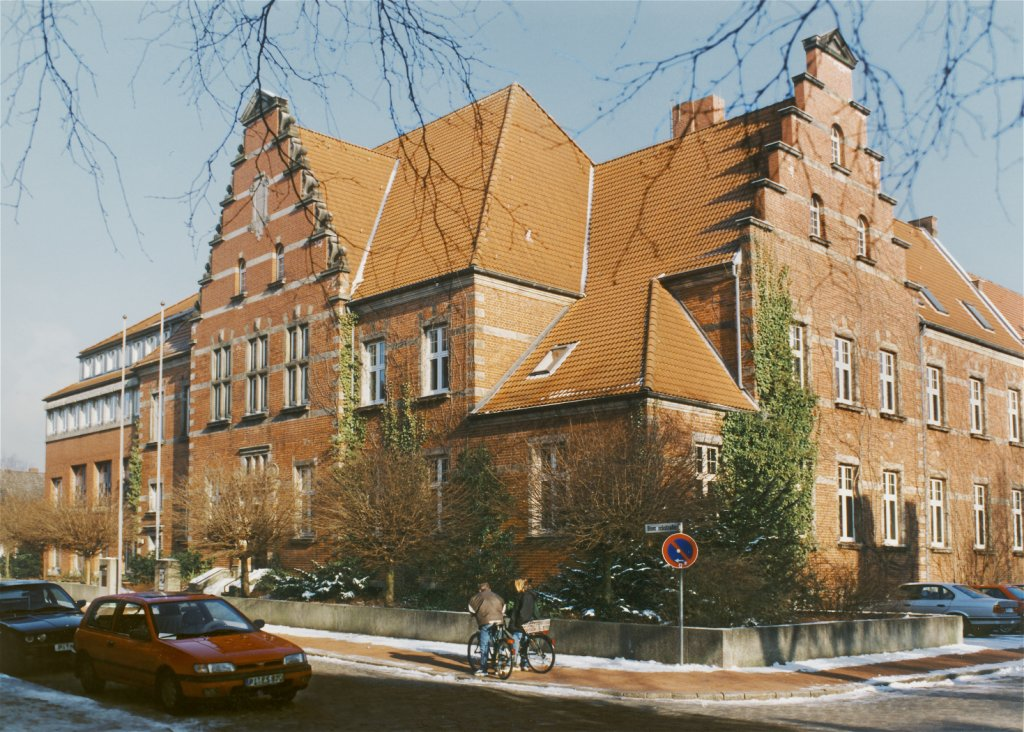
Elmshorn: el juzgado (Amtsgericht), construido en 1910.

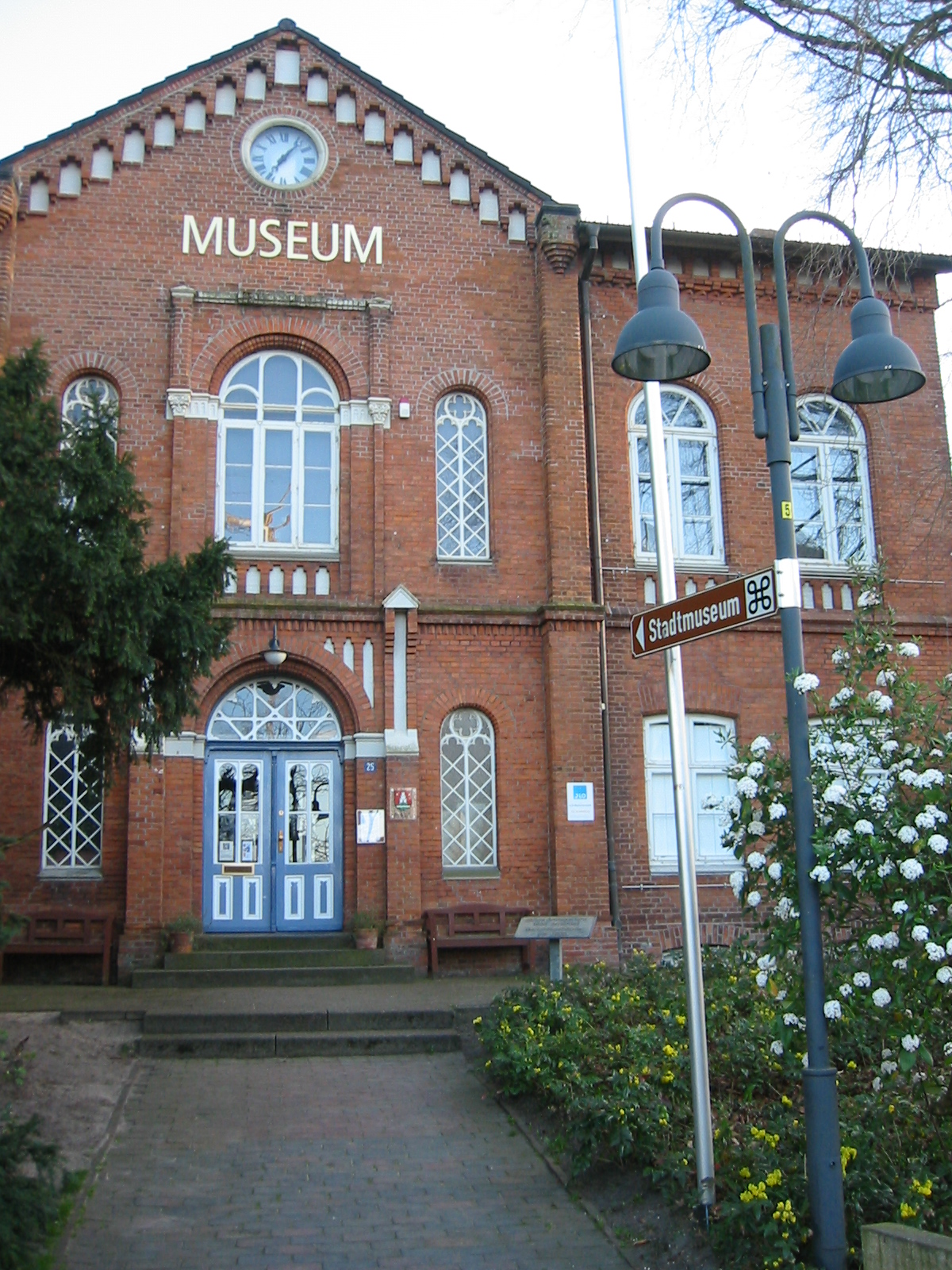
Pinneberg: el museo de la ciudad
(das Stadtmuseum).

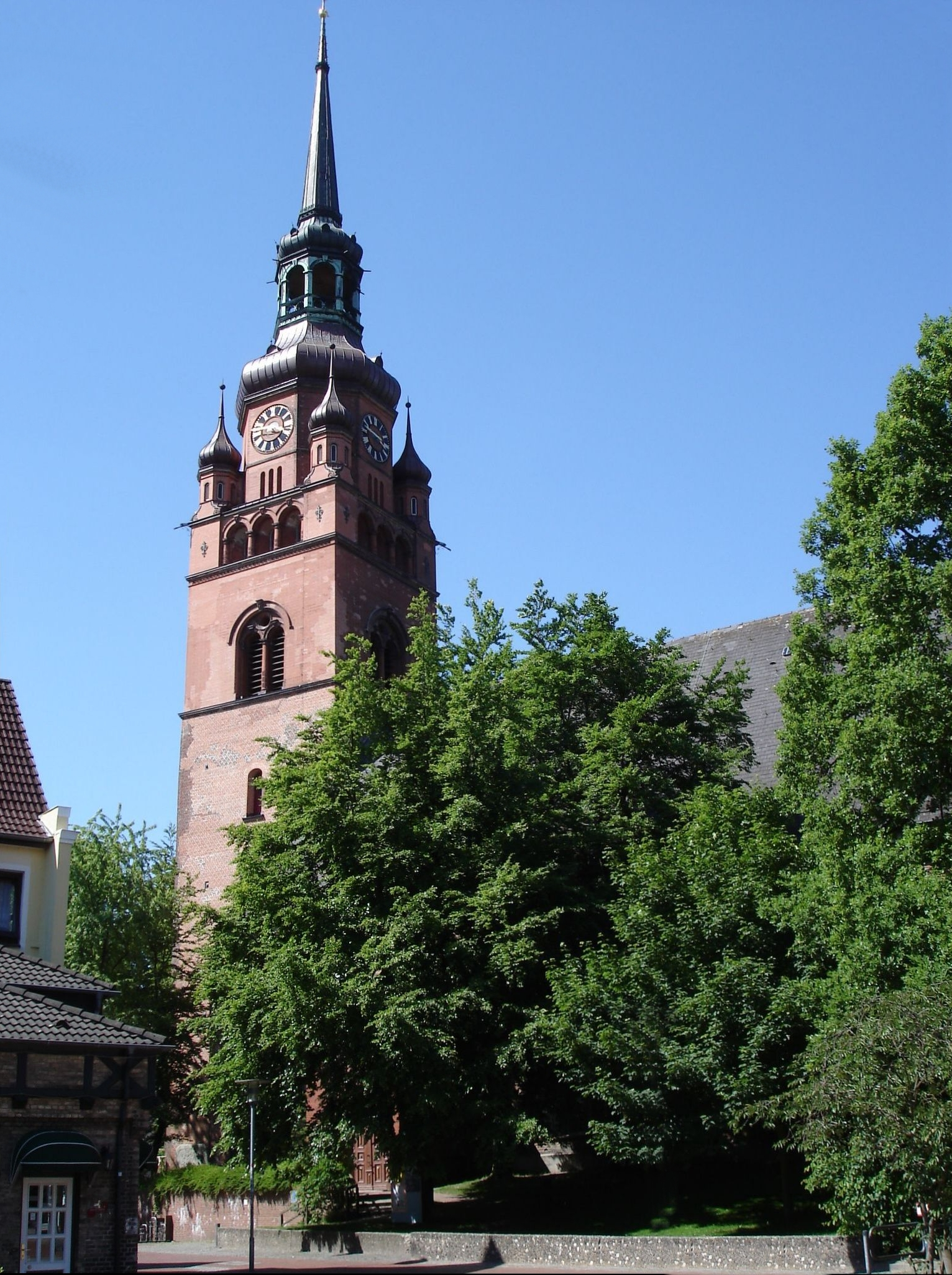
Itzehoe: la Iglesia Urbana de San Lorenzo (Stadtkirche Sankt Laurentii).

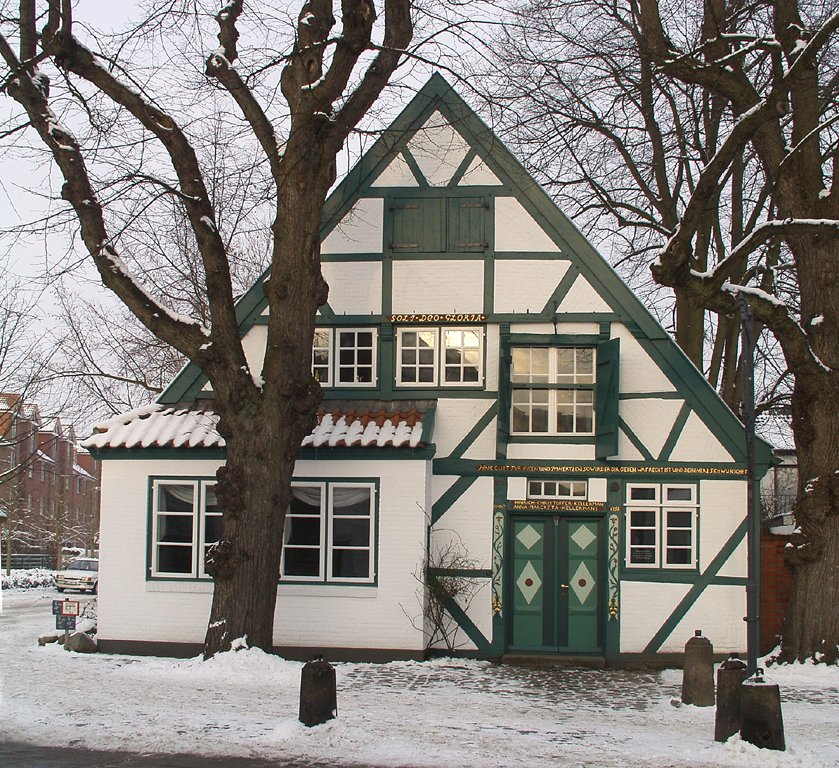
Wedel: la Reepschlägerhaus, construida en 1758, junto a la Schauenburger Straße.

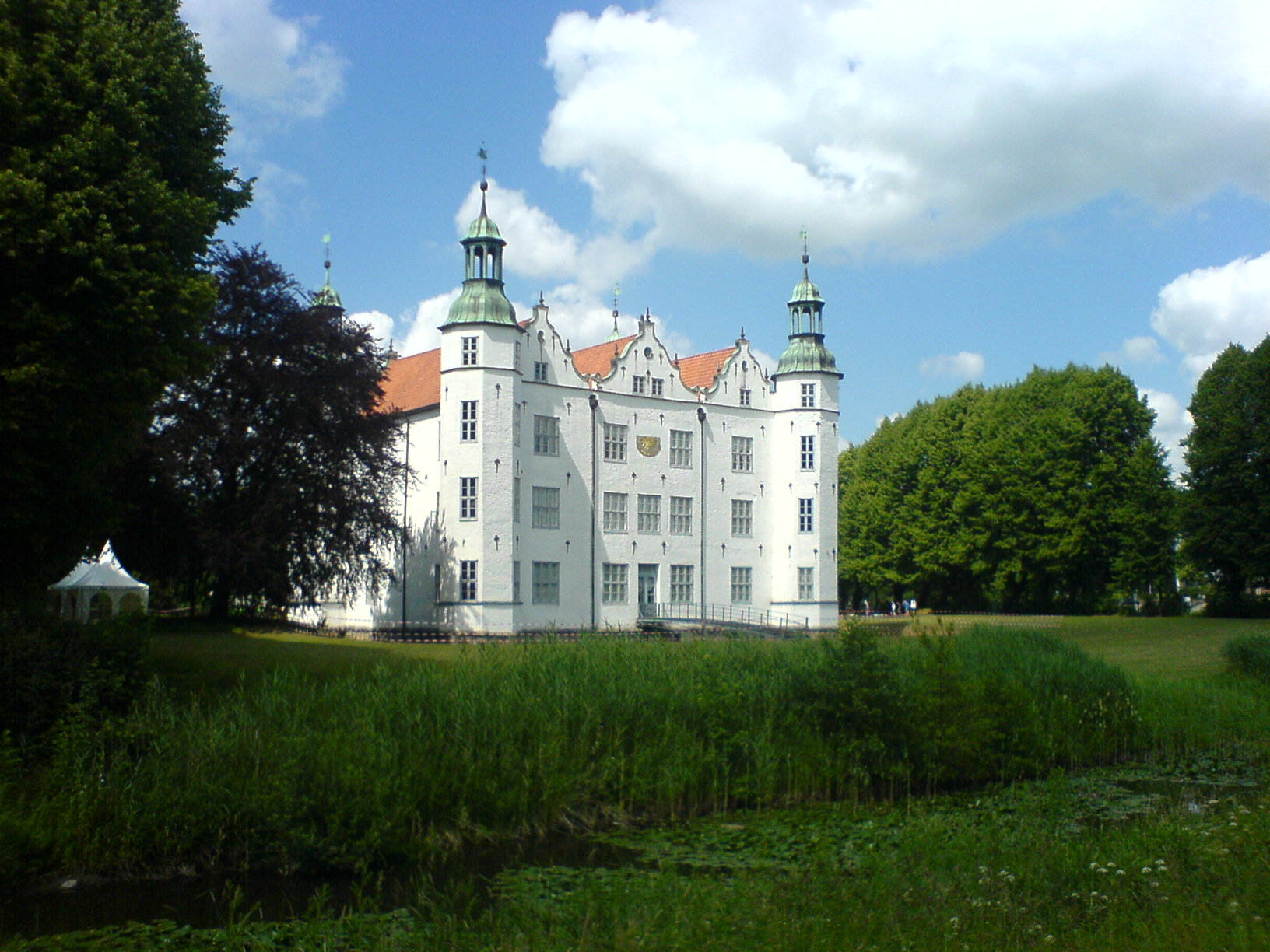
Ahrensburgo (Ahrensburg): el Palacio
(Schloss Ahrensburg).

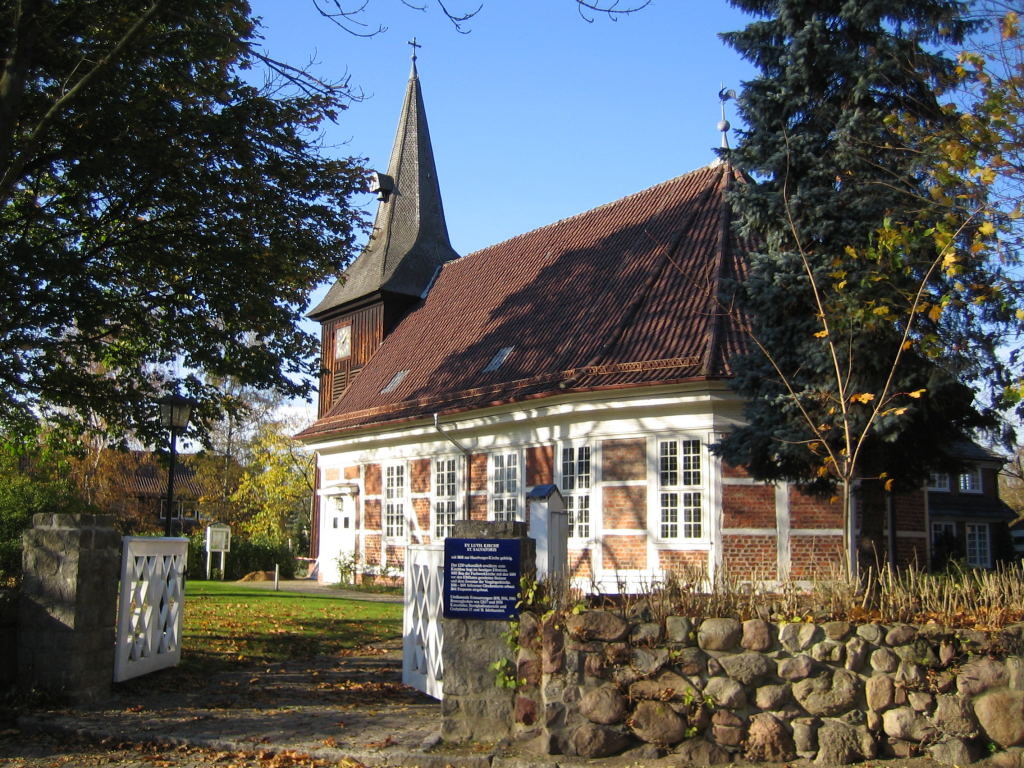
Geesthacht: la Iglesia del Salvador
(Sankt-Salvatoris-Kirche).

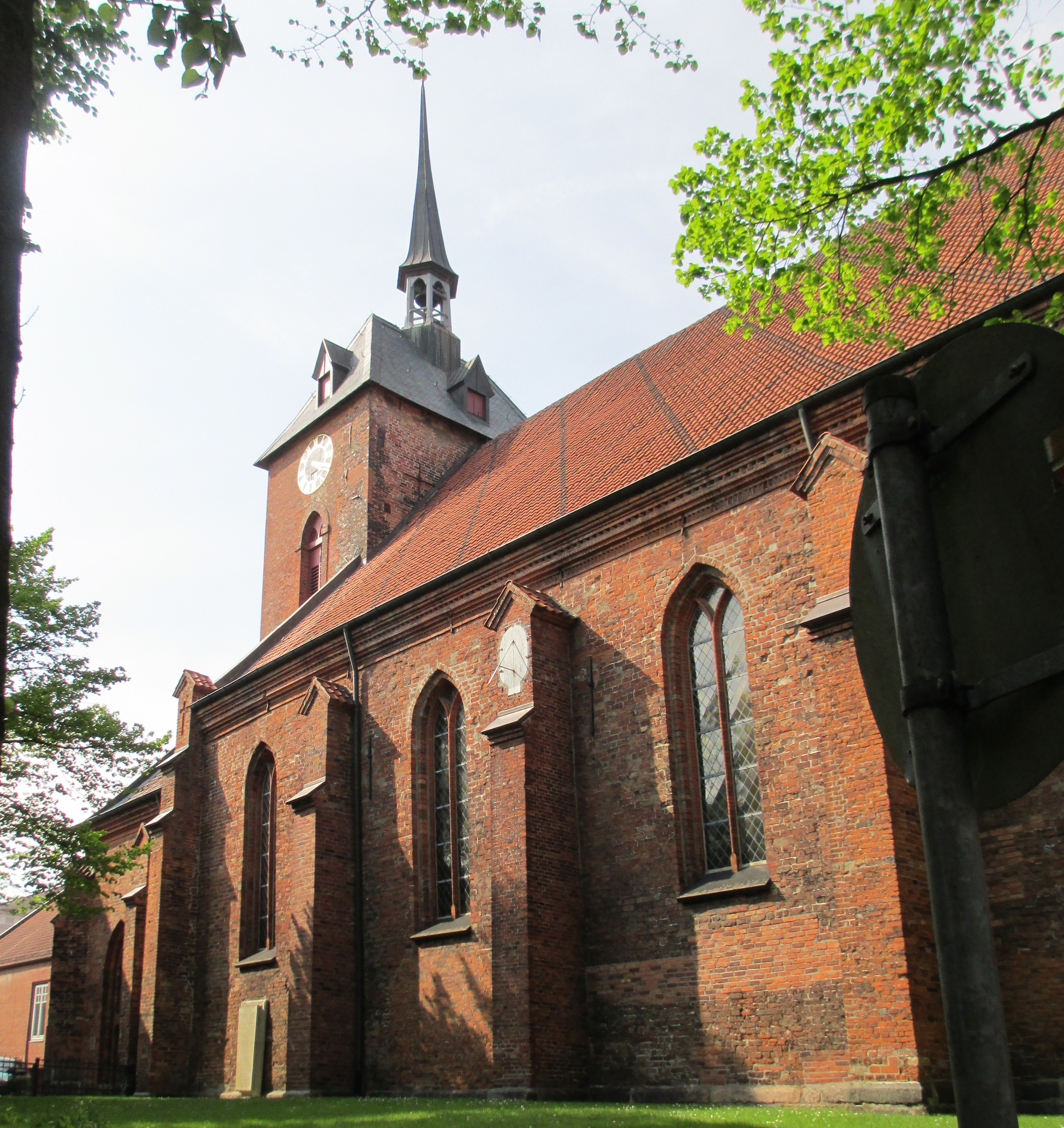
Rendsburgo (Rendsburg): la Iglesia de
Santa María (Marienkirche).

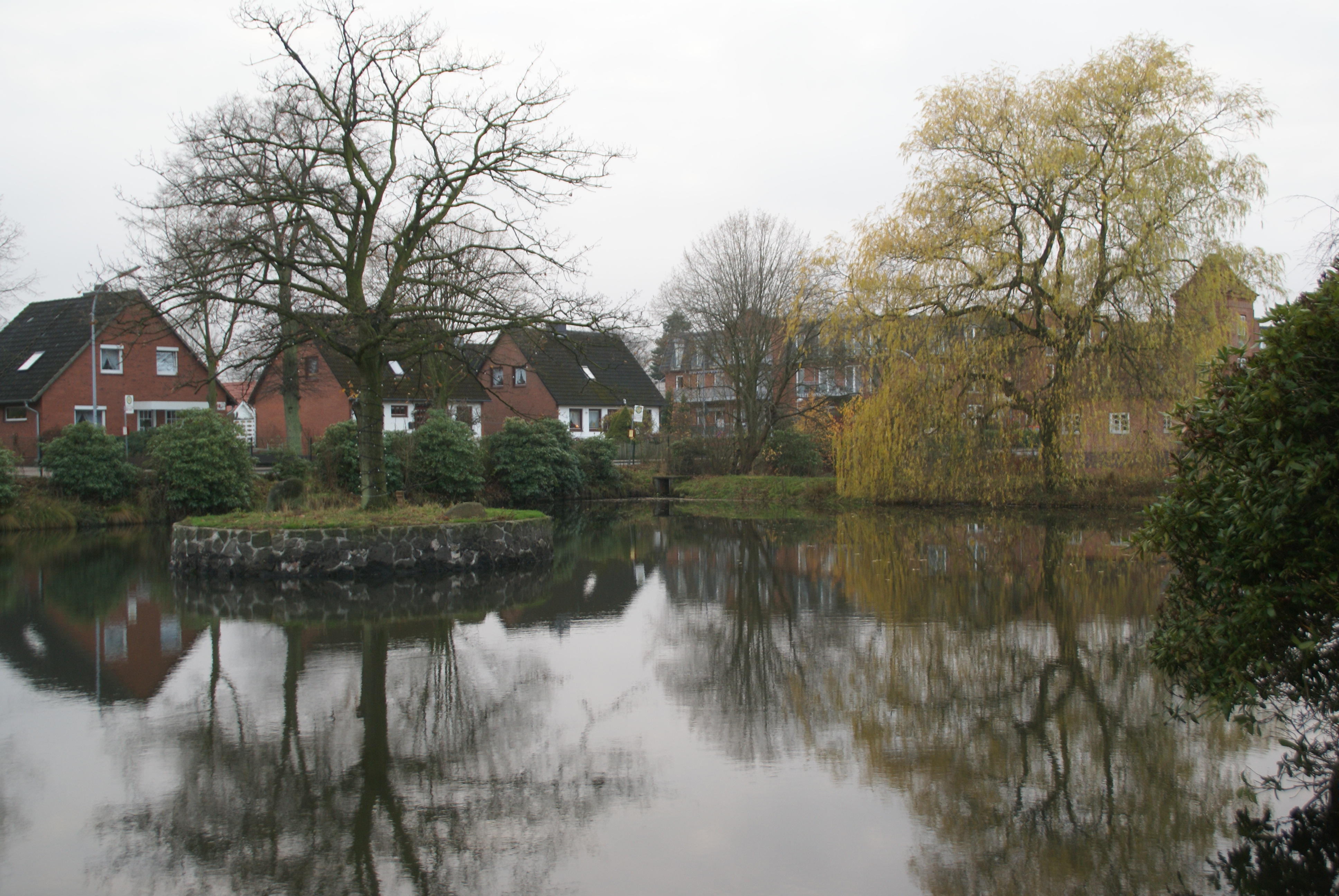
Henstedt-Ulzburg: el Estanque "Wöddel"
(Teich „Wöddel“), en Henstedt.

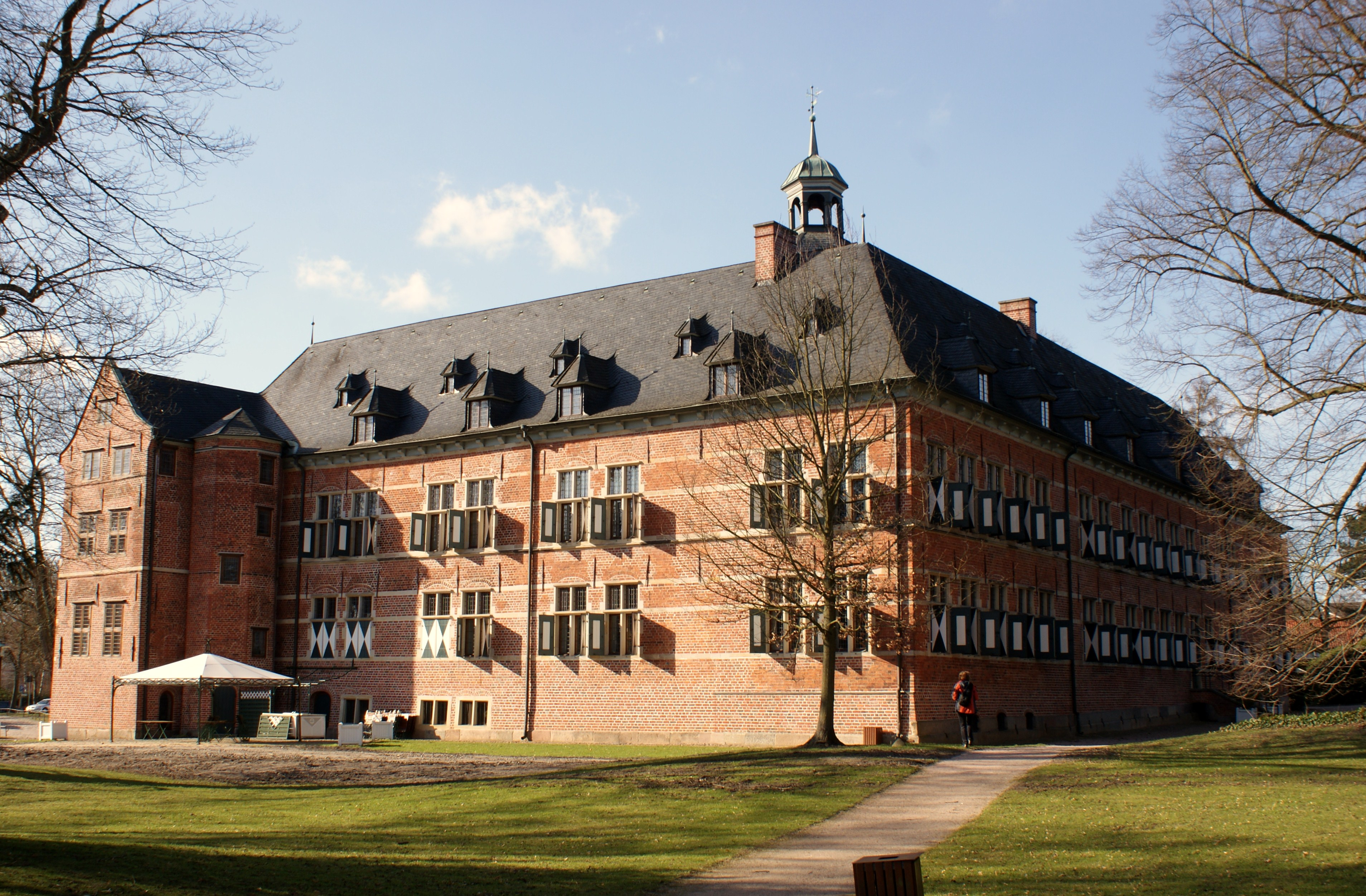
Reinbek de Hamburgo (Reinbek bei Hamburg):
el Palacio (Schloss Reinbek).

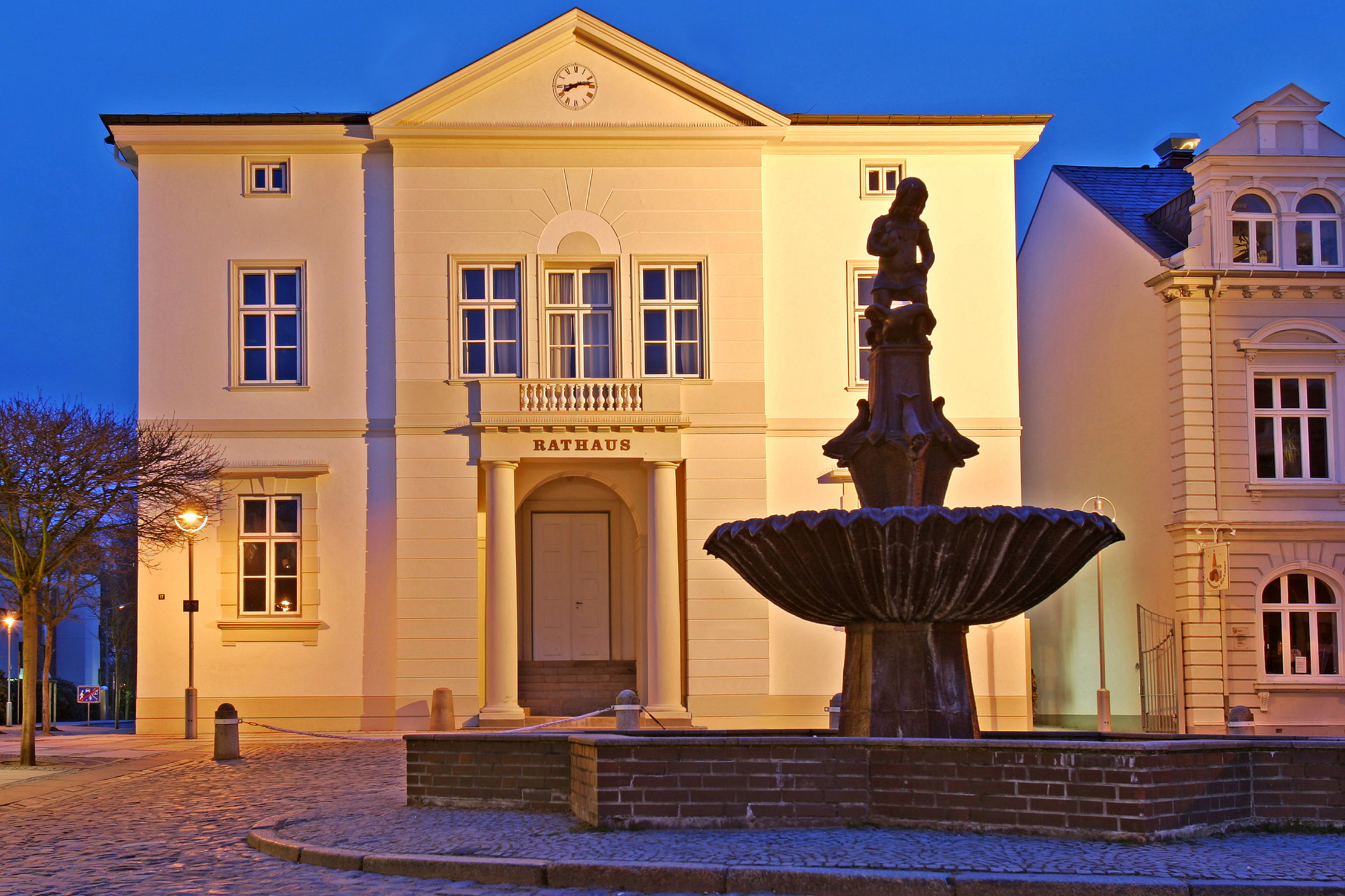
Bad Oldesloe: el Antiguo Ayuntamiento
(das alte Rathaus mit dem Gänselieselbrunnen).

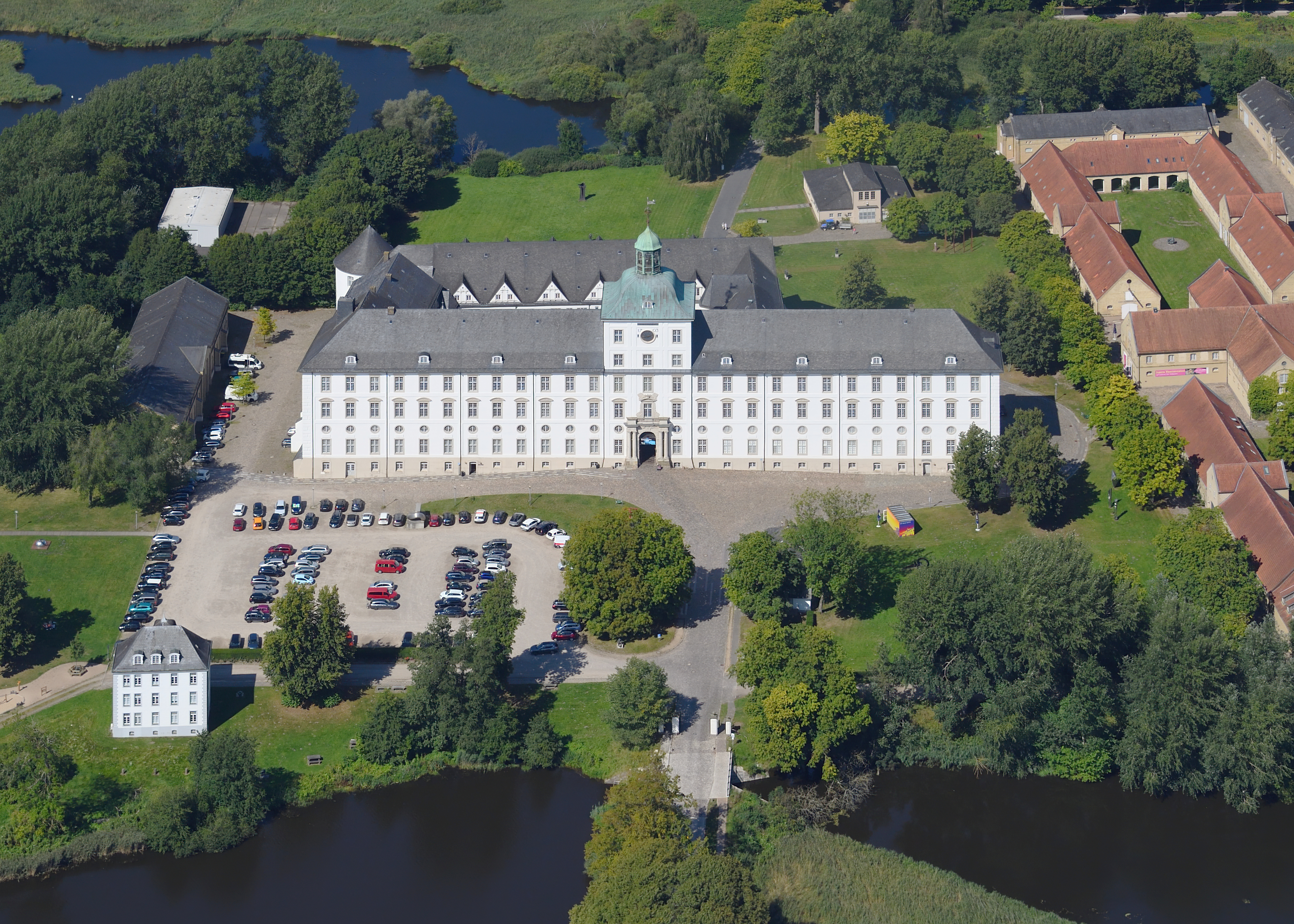
Schleswig: el Palacio de Gottorp (Schloss Gottorf).

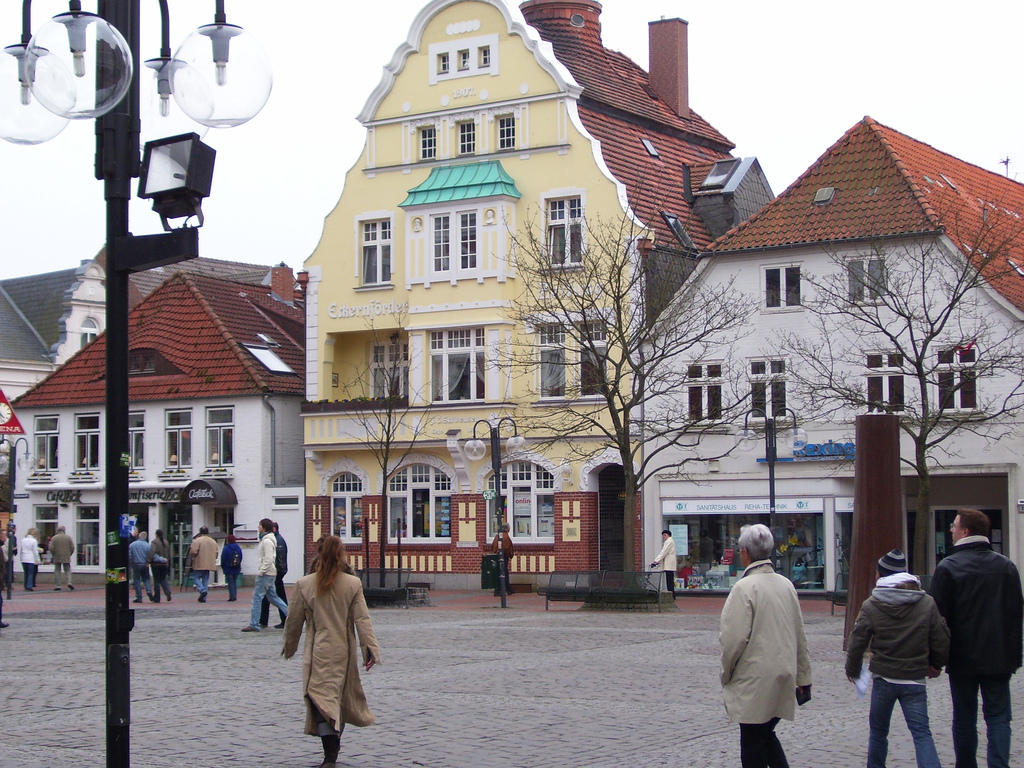
Eckernförde: la Plaza de Mercado del Ayuntamiento (Rathausmarkt).

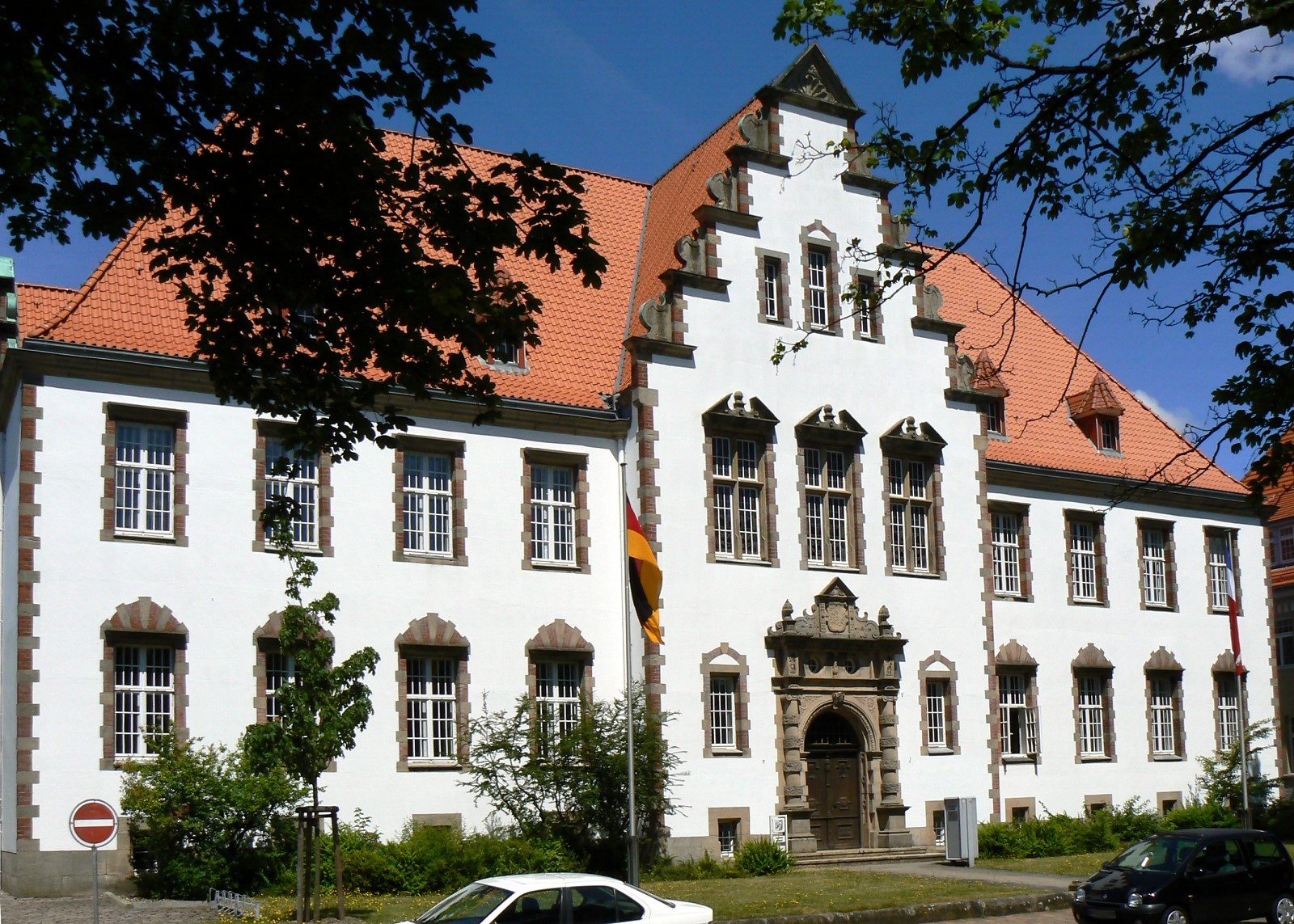
Husum: la sede del juzgado (Amtsgerichtsgebäude).

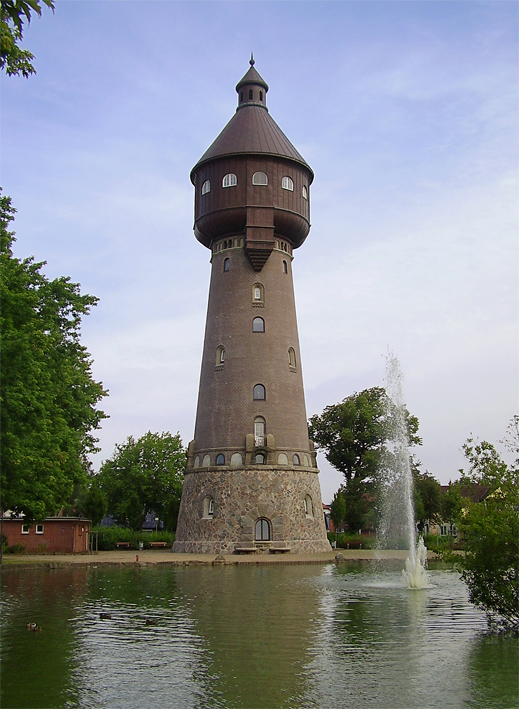
Heide de Holstein [Heide (Holstein)]: el depósito de agua (Wasserturm Heide).

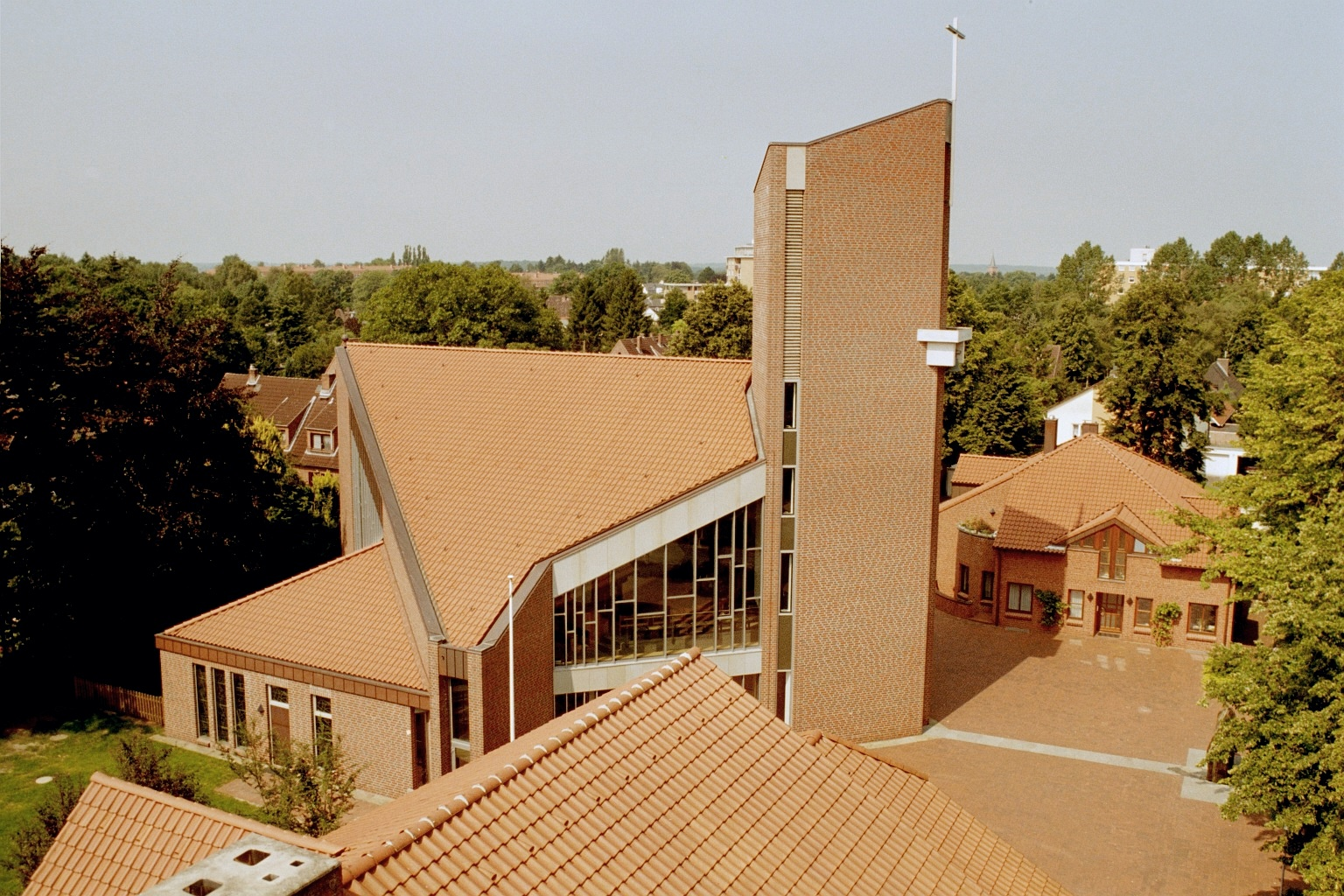
Quickborn de Pinneberg [Quickborn (Pinneberg)]: la iglesia parroquial católica (Katholische Kirche).

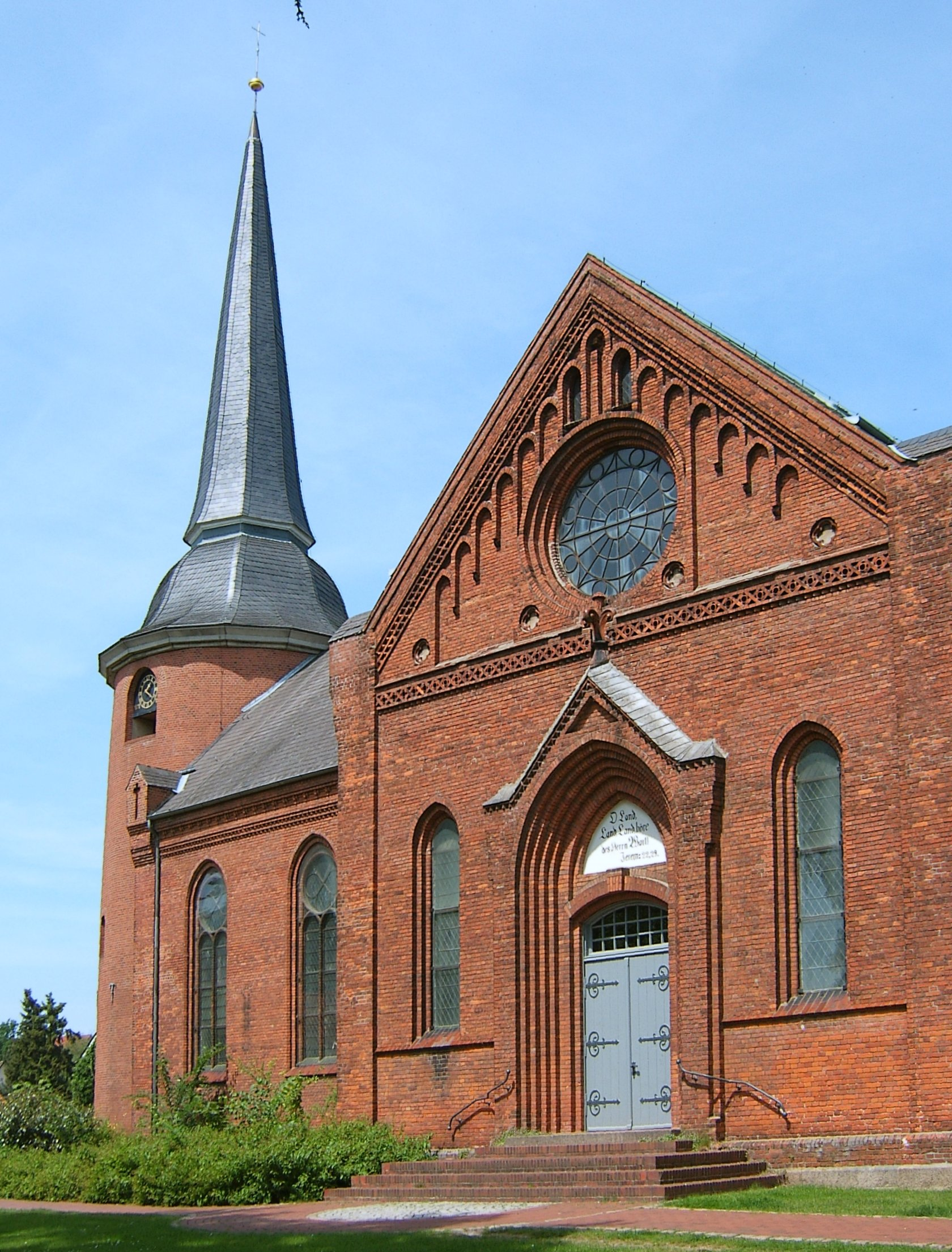
Kaltenkirchen: la Iglesia del Arcángel San Miguel (Sankt-Michaelis-Kirche).

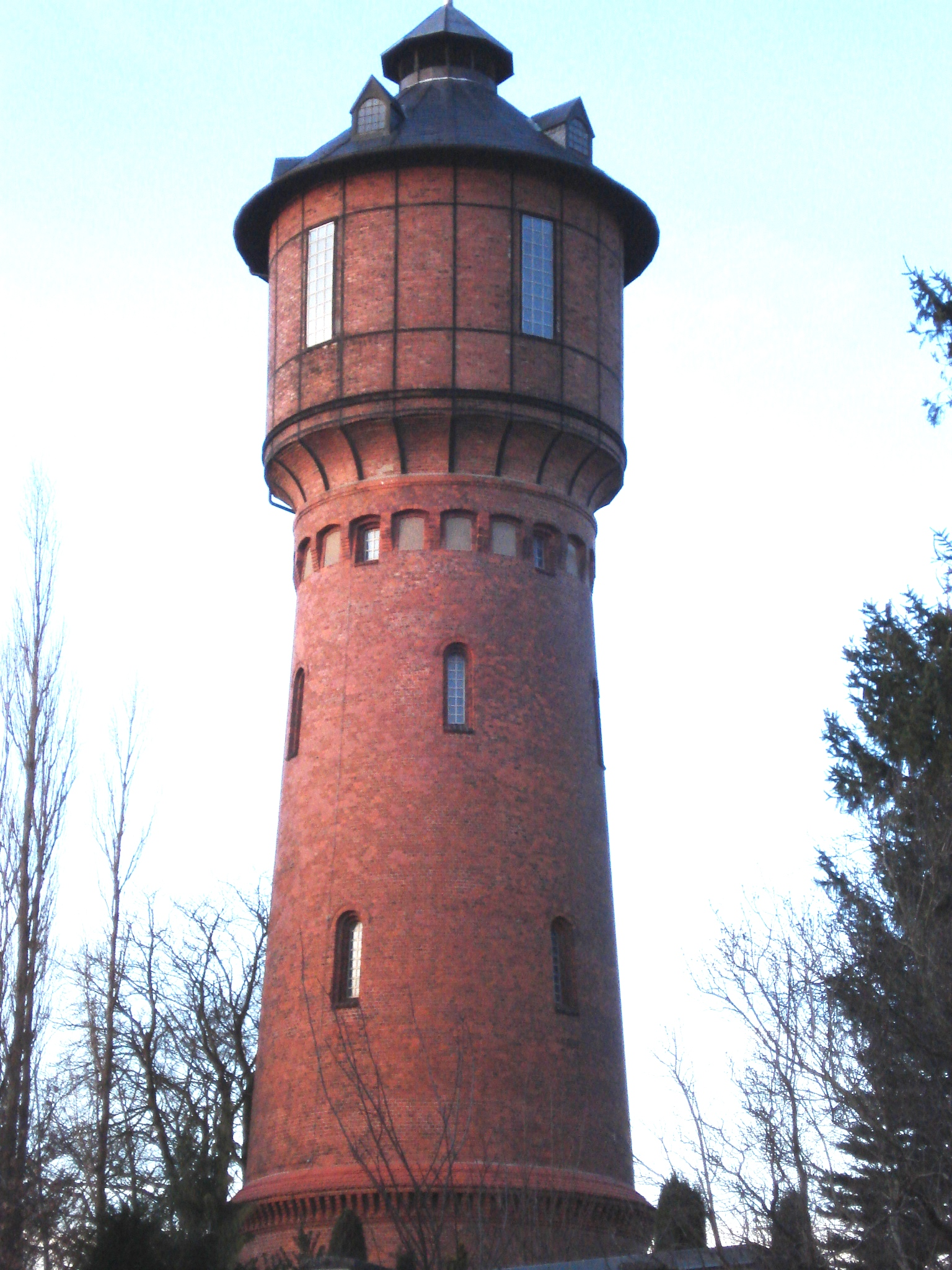
Bad Schwartau: el depósito de agua
(Wasserturm Bad Schwartau).

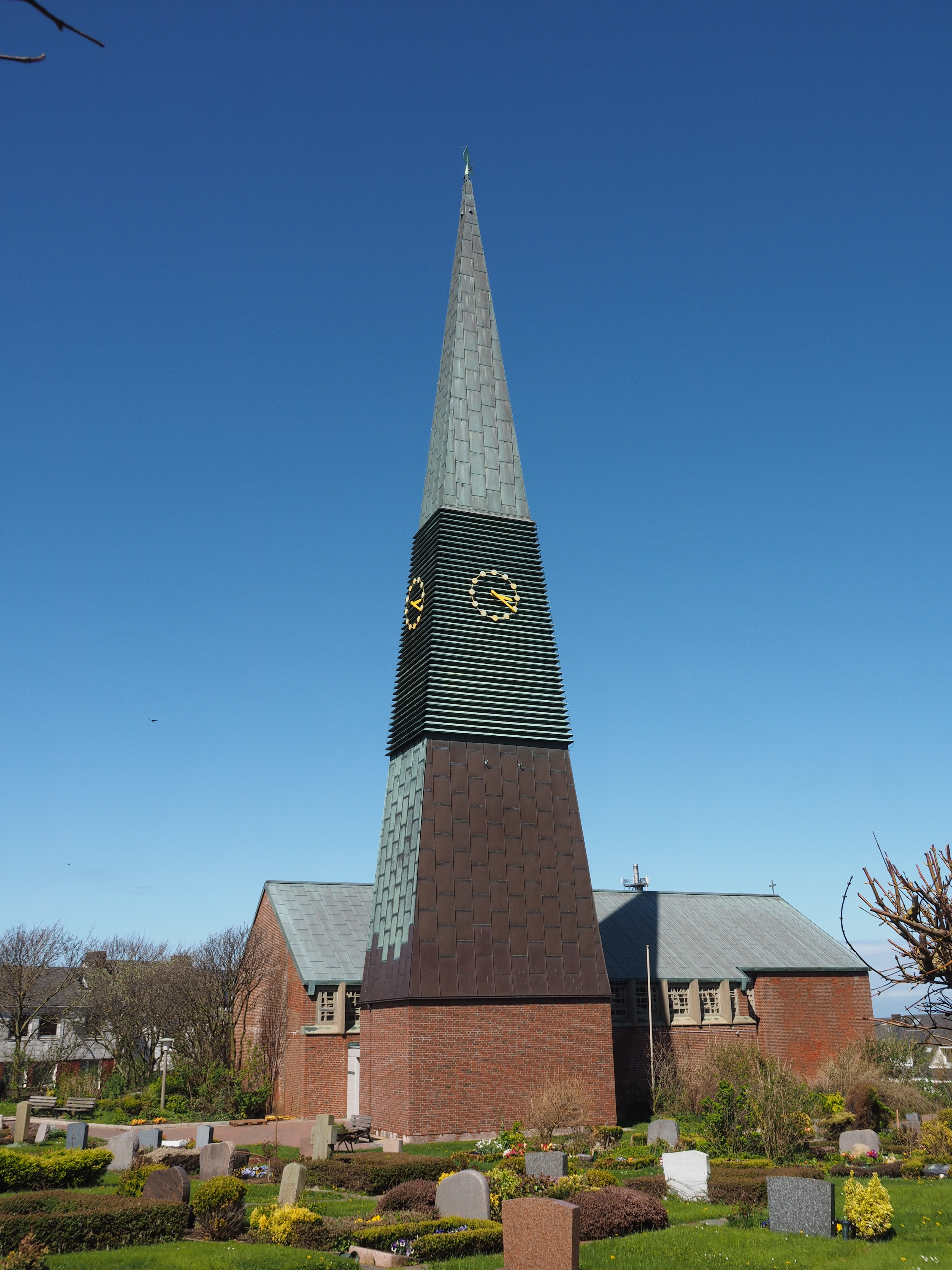
Heligoland (Helgoland): la Iglesia de San Nicolás (Sankt-Nicolai-Kirche), reconstruida en estilo moderno tras la Segunda Guerra Mundial.

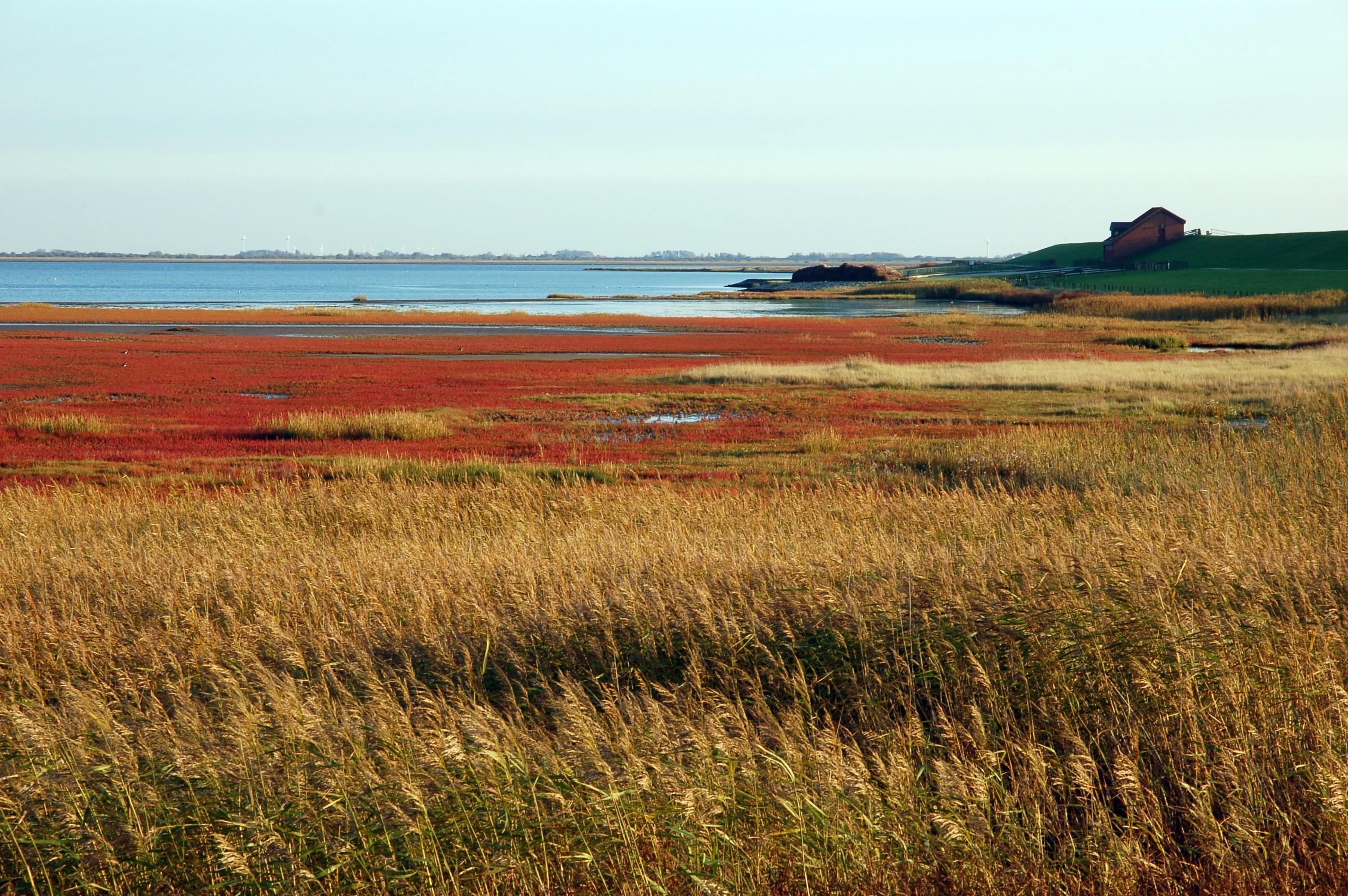
El pólder del Beltringharde (Beltringharder Koog), en la costa del Mar del Norte (Koog significa pólder, en lengua frisona).

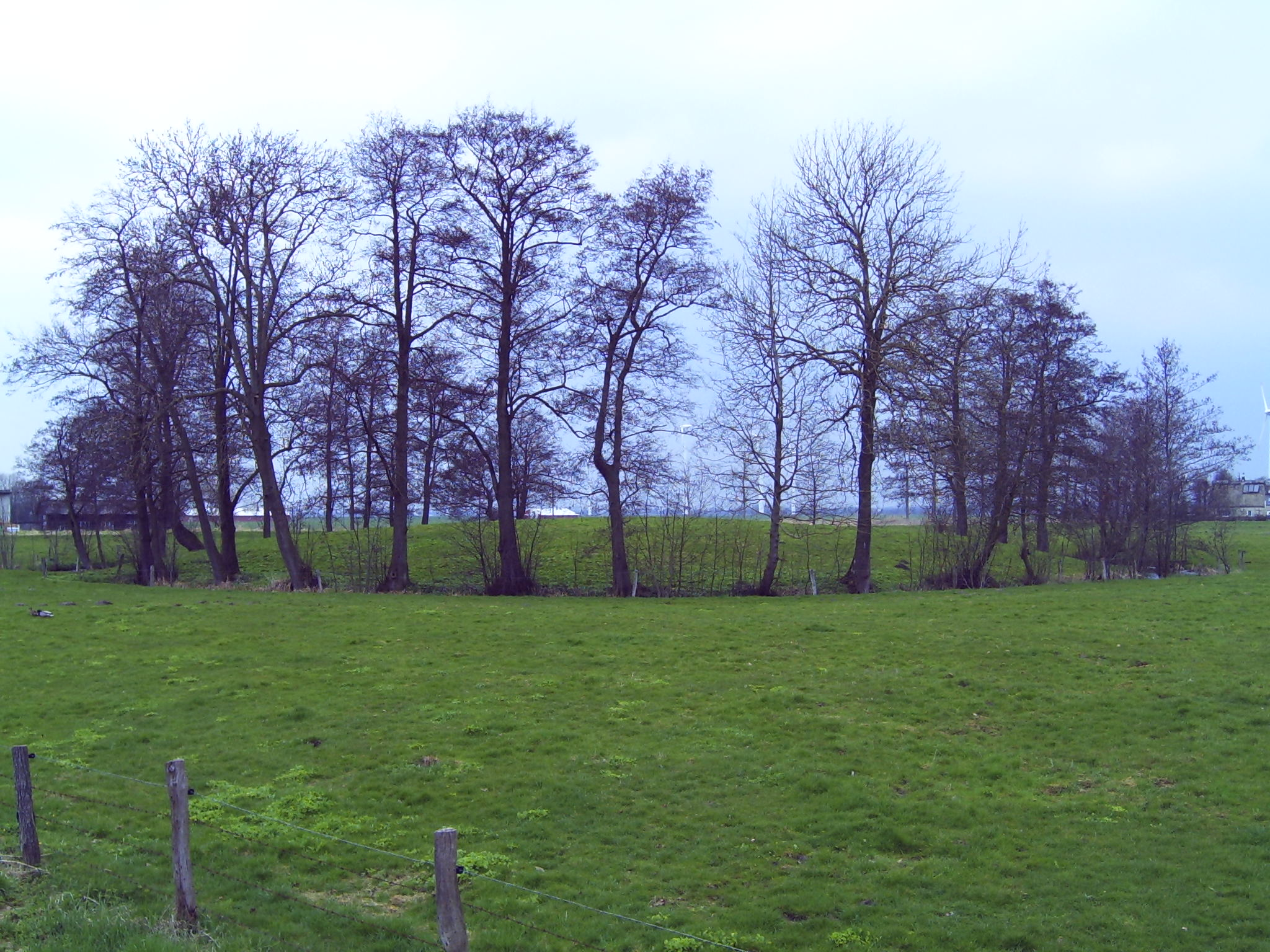
Süderau: el Ort de Steinburg.

Gran escudo de armas (Großes Staatswappen) de la Ciudad Libre y Hanseática de Hamburgo (Freie und Hansestadt Hamburg). Las armas intermedias (Mittleres Wappen) son las mismas, pero sin la ménsula ni los tenantes (elementos de oro).

Pequeño escudo de armas (Kleines Staatswappen) de la Ciudad Libre y Hanseática de Hamburgo (Freie und Hansestadt Hamburg).

Bandera regional (Landesflagge) de la Ciudad Libre y Hanseática de Hamburgo (Freie und Hansestadt Hamburg).

Bandera de Estado (Staatsflagge) y del Senado o Gobierno (Flagge des Senats) de la Ciudad Libre y Hanseática de Hamburgo (Freie und Hansestadt Hamburg).

Los 7 distritos (Bezirke) y los 104 barrios (Stadteile) de Hamburgo.

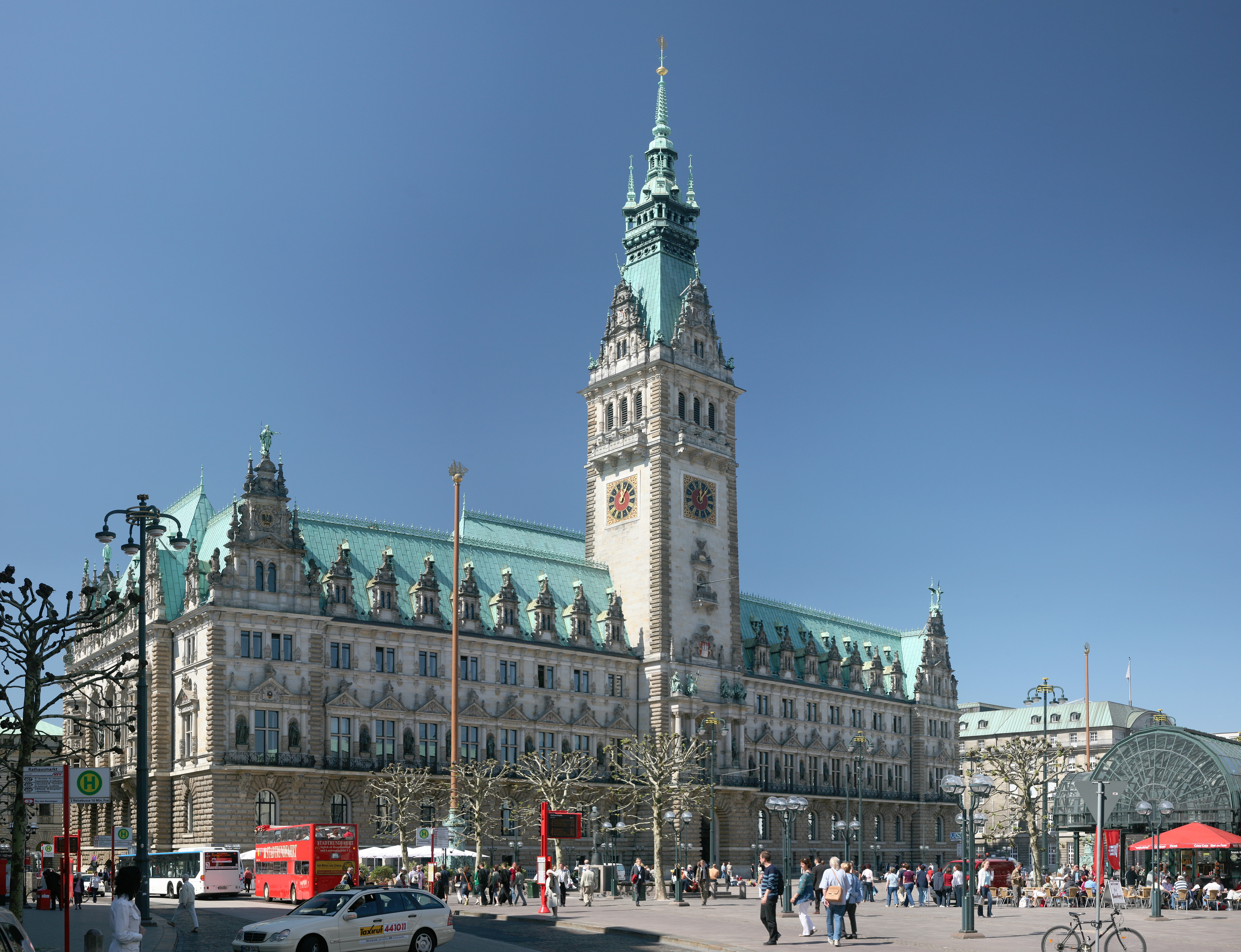
Hamburgo: el Ayuntamiento (Hamburger Rathaus), sede de su Parlamento (Hamburgische Bürgerschaft) y de su Gobierno (Senat der Freien und Hansestadt Hamburg).

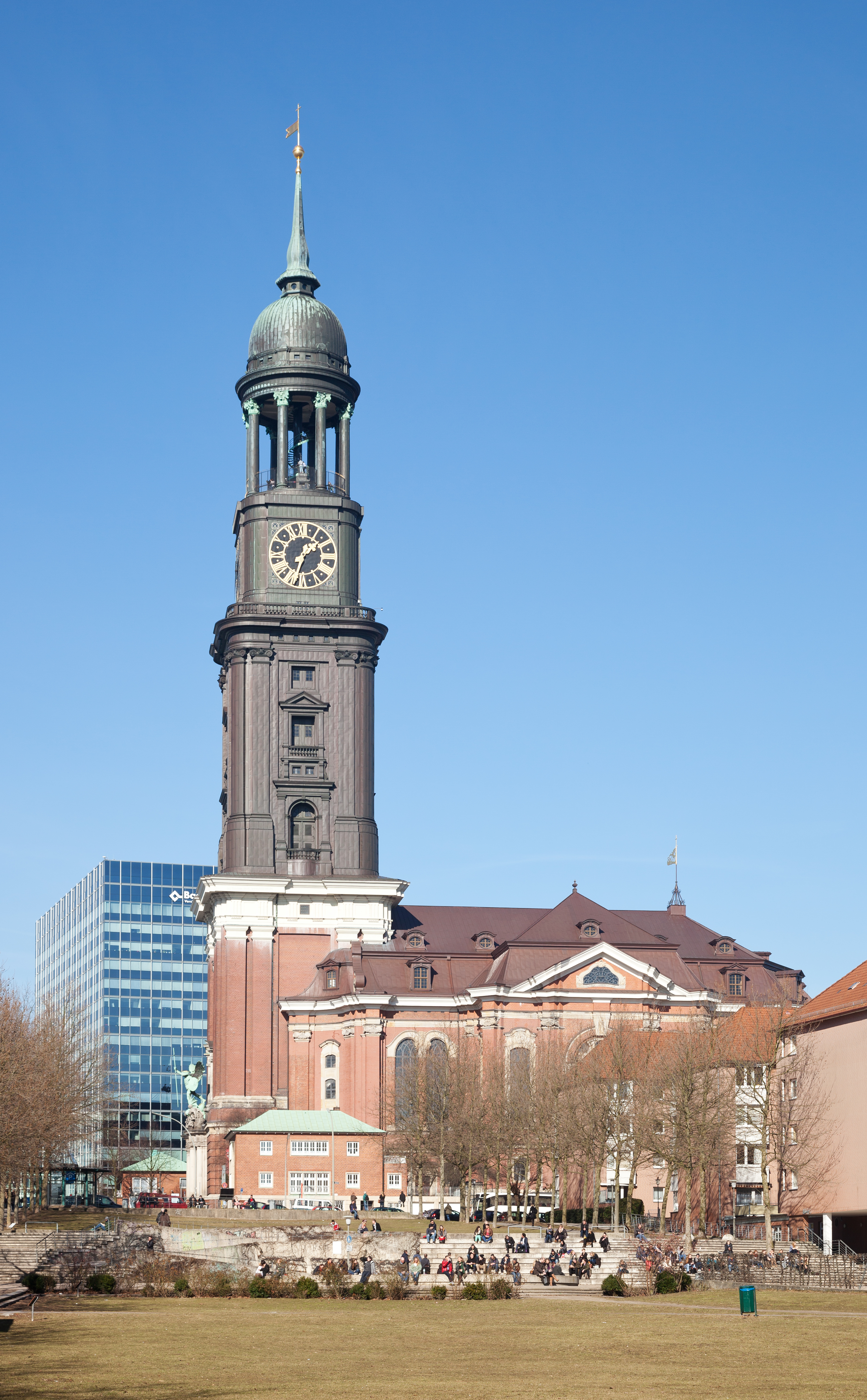
Hamburgo: la Iglesia Principal del Arcángel San Miguel (Hauptkirche Sankt Michaelis).

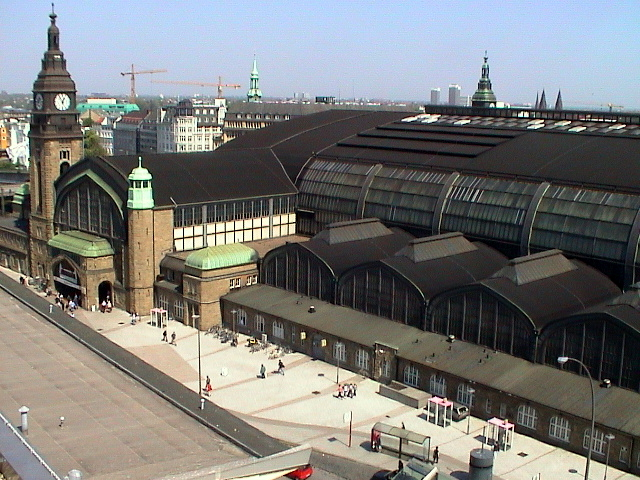
Hamburgo: la Estación Principal
(Hamburg Hauptbahnhof).

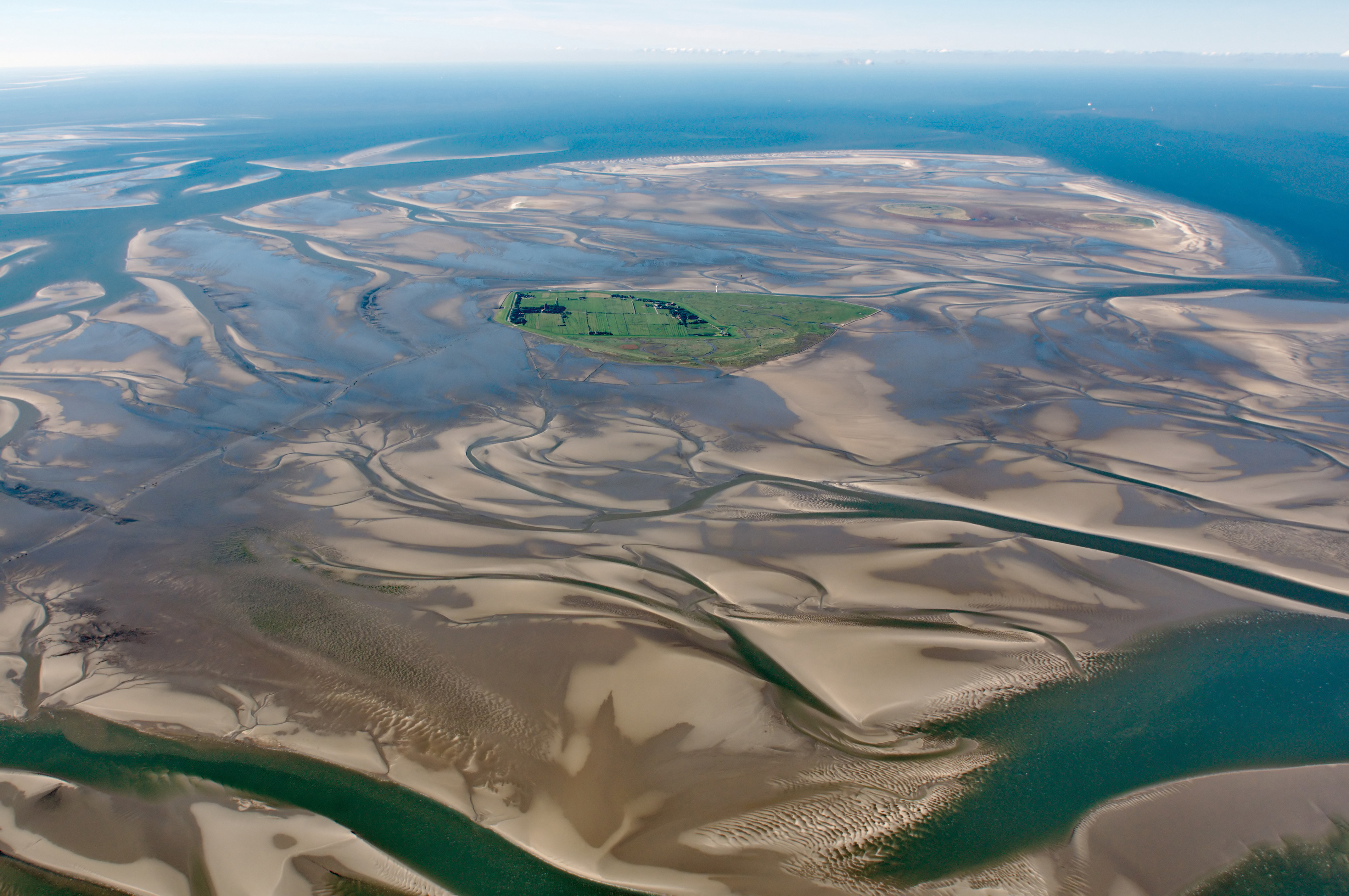
Hamburgo: las islas de Neuwerk, Scharhörn y Nigehörn. También se puede observar buena parte del parque nacional de las Marismas Hamburguesas (Nationalpark Hamburgisches Wattenmeer).

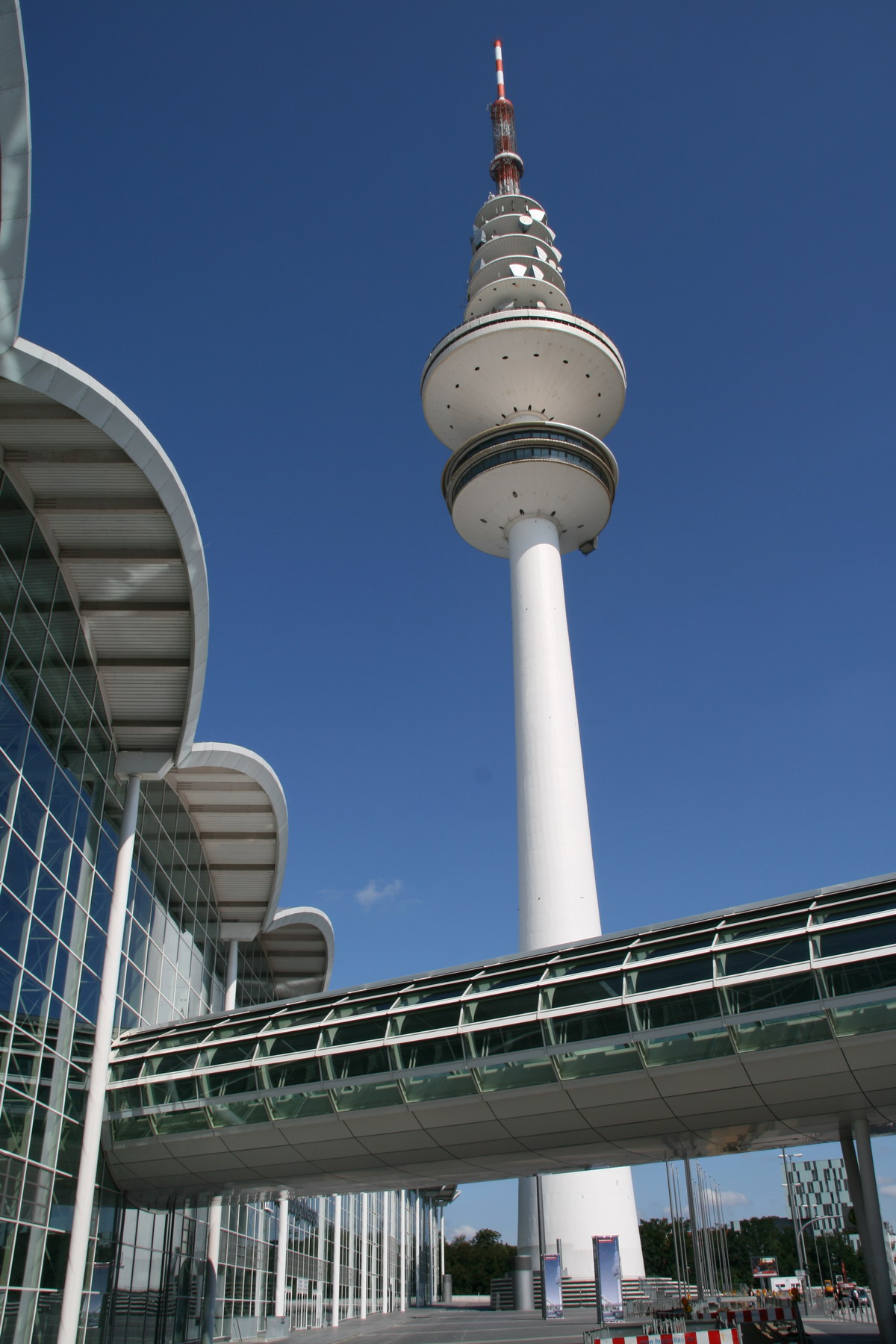
Hamburgo: la Torre de Heinrich Hertz (Heinrich-Hertz-Fernsehturm) y el Nuevo Recinto Ferial (Neue Messehalle).

El estado federado alemán de Schleswig-Holstein limita al norte con Dinamarca, al este con el mar Báltico y el estado de Mecklemburgo-Pomerania Occidental, al sur con la ciudad-estado de Hamburgo y el estado de Baja Sajonia (del que le separa el curso final del río Elba) y al oeste con el mar del Norte.

## El modelo administrativo de Schleswig-Holstein
El Land de Schleswig-Holstein se divide directamente en cuatro ciudades autónomas (kreisfreie Städte) y en once distritos (Kreise). Es decir, su administración regional no está desconcentrada, a nivel territorial, en los llamados distritos gubernamentales (Regierungsbezirke), como todavía ocurre en los Länder de Baviera, Baden-Wurtemberg, Hesse y Renania del Norte-Westfalia.
Schleswig-Holstein, al igual que la Baja Sajonia, se encuentra en una parte relativamente deprimida de Alemania Occidental. Su estructura administrativa ha comenzado a resultar, en los últimos años, poco operativa, siendo cada vez una opinión más generalizada que es casi imprescindible su remodelación, en un sentido tanto territorial como funcional.
Dinamarca, que está justo al norte de Schleswig-Holstein, puso en vigor el 1 de enero de 2007 un nuevo modelo administrativo, consistente en la existencia de, únicamente, 5 regiones y 98 municipios.
En Schleswig-Holstein, tal vez por mimetismo del modelo danés, se ha planteado la conveniencia, incluso, de sustituir las cuatro ciudades autónomas y los once distritos por, solamente, cuatro distritos. Otra opción, más moderada, sería la de organizar el territorio del Land en cinco o seis distritos y en dos ciudades autónomas (Kiel y Lübeck). Todo ello estaba previsto realizarlo con el año horizonte de 2013, pero no se han vuelto a producir novedades al respecto.
Uno de esos posibles distritos sería el que uniría todo el territorio de Schleswig-Holstein que se encuentra en torno a Hamburgo, debido a su fuerte dependencia, social y económica, de dicha ciudad (en la actualidad ese territorio, como puede apreciarse en el mapa adjunto, está separado en cuatro distritos).
Por último, hay que indicar que en Schleswig-Holstein los distritos administrativos se llaman, simplemente, distritos (Kreise), igual que en Renania del Norte-Westfalia y, en parte, también en Hesse (dos de sus veintiún distritos). En los demás Länder alemanes se llaman Landkreise, expresión alemana que podría traducirse por la española de “distritos territoriales”.

## Una primera aproximación a la organización municipal de Schleswig-Holstein
Lógicamente, a primera vista el modelo administrativo de Schleswig-Holstein parece extremadamente complejo. De ahí, seguramente, que se plantee constantemente su reforma. Ahora bien, es el que aquí tenemos que analizar y desentrañar.
Schleswig-Holstein tiene 1.110 municipios. 1.014 no tienen la consideración de ciudades y forman parte, sin más, de las mancomunidades de municipios, que en Schleswig-Holstein se llaman Ämter (Amt en singular). A ellos se unen 12 ciudades. En resumen, 1.026 municipios están agrupados en mancomunidades.
Nos quedan por clasificar, por tanto, 84 municipios.
- 4 ciudades (Kiel, Lübeck, Flensburgo y Neumünster) no forman parte de ninguno de los 11 distritos (Kreise) de Schleswig-Holstein, contando, por consiguiente, con una gran autonomía.

- Otros 64 municipios (43 ciudades —incluida Norderstedt— y 21 municipios que no tienen la consideración de ciudades) están integrados en los 11 distritos (Kreise), pero no forman parte de las mancomunidades de municipios, lo cual les permite retener una autonomía considerable, aunque no tanta como en el caso anterior.

- Y, por último, los 16 municipios restantes (4 de ellos ciudades) también están incorporados a distritos, al mismo tiempo que permanecen separados de las mancomunidades, como les pasa a los municipios del grupo anterior, pero han tenido que establecer acuerdos especiales con otros entes locales (municipios o mancomunidades de municipios), con el fin de asegurar una adecuada gestión de los servicios públicos que tienen la obligación de prestar. Dicha situación administrativa les permite preservar parte de su autonomía municipal, al liberarles de la necesidad de tener que integrarse en alguna de las mancomunidades de municipios, las cuales tienen en Schleswig-Holstein un esquema institucional y competencial relativamente rígido.

- Nota 1: Con la palabra Einheitsgemeinden (Einheitsgemeinde en singular; expresión que podría traducirse al español como "municipios unitarios") en Alemania se suele designar a los municipios, ciudades o no, que no pertenecen a mancomunidades de municipios, aunque sí a distritos territoriales. En el caso de Schleswig-Holstein, por tanto, existen 80 Einheitsgemeinden (64+16).

- Nota 2: Una comunidad administrativa (Verwaltungsgemeinschaft) es una modalidad de cooperación entre diversas administraciones públicas que también se puede establecer por un determinado Amt con respecto a una ciudad o municipio. Esto se da en los siguientes 9 casos:
  - El Amt Breitenfelde con la ciudad de Mölln,
  - El Amt Haseldorf con la ciudad de Uetersen,
  - El Amt Hohner Harde con el municipio de Fockbek,
  - El Amt Hörnerkirchen con la ciudad de Barmstedt,
  - El Amt Kappeln-Land con la ciudad de Kappeln,
  - El Amt Landschaft Sylt con el municipio de Sylt,
  - El Amt Lütau con la ciudad de Lauemburgo,
  - El Amt Pellworm con la ciudad de Husum y
  - El Amt Selent/Schlesen con la ciudad de Schwentinental.

## Clasificación de los municipios de Schleswig-Holstein
El País de Schleswig-Holstein, a fecha de 1 de enero de 2015, comprende 1.110 ciudades y municipios (Städte und Gemeinden), políticamente autónomos.
63 son ciudades (Städte). De ellas,
- 4 son ciudades no integradas en distritos (kreisfreie Städte);
- 43 (incluida Norderstedt) son ciudades integradas en distritos (kreisangehörige Städte), pero no en mancomunidades de municipios (amtsfreie Städte), no compartiendo con otros municipios, por consiguiente, el ejercicio de sus competencias;
- Otras 4 ciudades no integradas en mancomunidades de municipios (amtsfreie Städte) han suscrito acuerdos especiales con otros entes locales, constituyendo así una comunidad administrativa (Verwaltungsgemeinschaft) especial (ver lista, más adelante); y
- 12 ciudades, por último, están integradas en mancomunidades de municipios (Städte in Ämtern).

1.047 son municipios ordinarios (sonstige Gemeinden). De ellos,
- 21 son municipios ordinarios no integrados en mancomunidades de municipios (amtsfreie Gemeinden);
- Otros 12 municipios ordinarios tampoco están integrados en mancomunidades de municipios (amtsfreie Gemeinden), pero mantienen relaciones especiales con algún otro ente local, mediante la constitución de la correspondiente comunidad administrativa (Verwaltungsgemeinschaft; ver lista, más adelante); y
- Los 1.014 municipios ordinarios (sonstige Gemeinden) restantes están integrados en mancomunidades de municipios (Gemeinden in Ämtern).

Existen 85 mancomunidades de municipios (Ämter), en las que están integradas 12 ciudades y 1.014 municipios ordinarios.
Dos mancomunidades de municipios se extienden por el territorio de dos distritos (Kreise) diferentes: el Amt del Großer Plöner See (Kreise de Plön y el Holstein Oriental –Ostholstein–) y el Amt de Itzstedt (Kreise de Segeberg y Stormarn).
Así mismo, en Schleswig-Holstein existen, como mínimo, 209 pedanías y distritos urbanos (Ortsteile).
Por último, Schleswig-Holstein tiene dos territorios no integrados en municipios (gemeindefreie Gebiete): los Forstgutsbezirke (distritos de bienes forestales) de Buchholz y el Sachsenwald, que son dos enormes terrenos boscosos deshabitados, situados respectivamente en el Kreis de Segeberg, el primero (41 km²), y en los Kreise del Herzogtum Lauenburg y Segeberg el segundo (70 km²).

## Lista de los municipios de Schleswig-Holstein
Nota: Se resaltan en negrita y con el símbolo "∞" los 25 casos (4+12+9) en los que una ciudad o municipio está asociado a otro o a una mancomunidad de municipios (Amt), formando así ambos una comunidad administrativa (Verwaltungsgemeinschaft) especial. Cuando aparece la flecha con esta dirección: [←∞Entidad local], la entidad local cuyo nombre se encuentra entre corchetes es la que cede competencias y/o funciones, asumiéndolas, por el contrario, cuando se indica así: [→∞Entidad local].
Landeshauptstadt = Capital del Land (1).

Kreisstadt = Capital de distrito territorial (11).

### Kreisfreie Städte
4 ciudades no integradas en distritos
- Flensburgo (Flensburg) [←∞Glucksburgo del Mar Báltico]
- Kiel (Landeshauptstadt)
- Lübeck (Hansestadt)
- Neumünster [←∞Bönebüttel y Wasbek]

### Große kreisangehörige Stadt
Una gran ciudad integrada en distrito
- Norderstedt [←∞Ellerau]

- Nota: A modo de experiencia piloto, Norderstedt fue declarada "gran ciudad integrada en distrito" el 1 de enero de 2005. Más adelante, el 5 de julio de 2011, la ley de régimen local de Schleswig-Holstein (Kommunalverfassung) fue modificada en el sentido de atribuir automáticamente dicho estatuto a toda ciudad con más de 50.000 habitantes (población de hecho) y que no pertenezca a la categoría anterior ("ciudades no integradas en distritos"); requisitos que, por el momento, sólo cumple Norderstedt, localidad aledaña a Hamburgo y que fue fundada el 1 de enero de 1970, mediante la unión de 4 pequeños municipios preexistentes (Friedrichsgabe, Garstedt, Harksheide y Glashütte).

### Amtsfreie Städte
42 ciudades no integradas en mancomunidades de municipios
| - Ahrensburgo (Ahrensburg) - Bad Bramstedt - Bad Oldesloe (Kreisstadt = Kreis Stormarn) - Bad Schwartau - Bad Segeberg (Kreisstadt = Kreis Segeberg) - Bargteheide - Barmstedt [←∞Amt Hörnerkirchen] - Brunsbüttel - Büdelsdorf - Eckernförde - Elmshorn (Kreisstadt = Kreis Pinneberg) - Eutin (Kreisstadt = Kreis Ostholstein) [←∞Süsel] - Fehmarn - Geesthacht - Glinde - Glückstadt - Heide de Holstein [Heide (Holstein)] (Kreisstadt = Kreis Dithmarschen) - Heiligenhafen - Husum (Kreisstadt = Kreis Nordfriesland) [←∞Amt Pellworm] - Itzehoe (Kreisstadt = Kreis Steinburg) - Kaltenkirchen - Kappeln [←∞Amt Kappeln-Land] | - Lauemburgo del Elba (Lauenburg/Elbe) [←∞Amt Lütau] - Mölln [←∞Amt Breitenfelde] - Neustadt de Holstein (Neustadt in Holstein) - Oldenburgo de Holstein (Oldenburg in Holstein) - Pinneberg - Plön (Kreisstadt = Kreis Plön) [←∞Ascheberg de Holstein y Bösdorf de Holstein] - Preetz - Quickborn de Pinneberg [Quickborn (Pinneberg)] [←∞Bönningstedt y Hasloh] - Ratzeburgo (Ratzeburg) [Kreisstadt = Kreis Herzogtum Lauenburg] - Reinbek o Reinbek de Hamburgo (Reinbek bei Hamburg) - Reinfeld de Holstein [Reinfeld (Holstein)] - Rendsburgo (Rendsburg) [Kreisstadt = Kreis Rendsburg-Eckernförde] - Schenefeld de Pinneberg [Schenefeld (Pinneberg)] - Schleswig (Kreisstadt = Kreis Schleswig-Flensburg) - Schwarzenbek - Schwentinental [←∞Amt Selent/Schlesen] - Tornesch - Uetersen [←∞Amt Haseldorf] - Wahlstedt - Wedel |  |

### Amtsfreie Gemeinden
21 municipios que no tienen la consideración de ciudades y que no están integrados en mancomunidades de municipios
| - Ahrensbök - Altenholz - Ammersbek - Barsbüttel - Grömitz [←∞Dahme de Holstein, Grube de Holstein y Kellenhusen del Mar Báltico] - Großhansdorf - Halstenbek - Handewitt - Harrislee - Helgoland | - Henstedt-Ulzburg - Kronshagen - Malente - Oststeinbek - Ratekau - Rellingen - Scharbeutz - Stockelsdorf - Sylt [←∞Amt Landschaft Sylt] - Timmendorfer Strand - Wentorf de Hamburgo (Wentorf bei Hamburg) |  |

- Isla de Sylt.

### Amtsfreie Städte in Verwaltungsgemeinschaften
4 ciudades que no están integradas en mancomunidades de municipios y que han establecido comunidades administrativas con otras entidades locales
- Friedrichstadt [→∞Amt Nordsee-Treene]
- Glucksburgo del Mar Báltico [Glücksburg (Ostsee)] [→∞Flensburgo]
- Tönning [→∞Amt Eiderstedt]
- Wilster [→∞Amt Wilstermarsch]

### Amtsfreie Gemeinden in Verwaltungsgemeinschaften
12 municipios que no tienen la consideración de ciudades, que no están integrados en mancomunidades de municipios y que han establecido comunidades administrativas con otras entidades locales
| - Ascheberg de Holstein [Ascheberg (Holstein)] [→∞Plön] - Bönebüttel [→∞Neumünster] - Bönningstedt [→∞Quickborn de Pinneberg] - Bösdorf de Holstein [Bösdorf (Holstein)] [→∞Plön] - Dahme de Holstein [Dahme (Holstein)] [→∞Grömitz] - Ellerau [→∞Norderstedt] - Grube de Holstein [Grube (Holstein)] [→∞Grömitz] | - Hasloh [→∞Quickborn de Pinneberg] - Kellenhusen del Mar Báltico [Kellenhusen (Ostsee)] [→∞Grömitz] - Reußenköge [→∞Amt Mittleres Nordfriesland] - Süsel [→∞Eutin] - Wasbek [→∞Neumünster] |  |

### Städte in Ämtern
12 ciudades integradas en mancomunidades de municipios
| - Arnis [Amt Kappeln-Land] - Bredstedt [Amt Mittleres Nordfriesland] - Garding [Amt Eiderstedt] - Kellinghusen [Amt Kellinghusen] - Krempe de Steinburg [Krempe (Steinburg)] [Amt Krempermarsch] - Lütjenburg [Amt Lütjenburg] | - Marne de Holstein [Marne (Holstein)] [Amt Marne-Nordsee] - Meldorf [Amt Mitteldithmarschen] - Niebüll [Amt Südtondern] - Nortorf [Amt Nortorfer Land] - Wesselburen [Amt Büsum-Wesselburen] - Wyk de Föhr (Wyk auf Föhr) [Amt Föhr-Amrum] |  |

### Gemeinden in Ämtern
1.014 municipios que no tienen la consideración de ciudades y que están integrados en mancomunidades de municipios
A-B-C
Aasbüttel, Achterwehr, Achtrup, Aebtissinwisch, Agethorst, Ahlefeld-Bistensee, Ahneby, Ahrenshöft, Ahrenviöl, Ahrenviölfeld, Albersdorf, Albsfelde, Alkersum, Almdorf, Alt Bennebek, Alt Duvenstedt, Alt Mölln, Altenhof, Altenkrempe, Altenmoor, Alveslohe, Appen, Arkebek, Arlewatt, Armstedt, Arpsdorf, Ascheffel, Aukrug, Aumühle, Ausacker, Auufer, Aventoft, Averlak, Badendorf, Bahrenfleth, Bahrenhof, Bäk, Bälau, Bargenstedt, Bargfeld-Stegen, Bargstall, Bargstedt, Bargum, Bark, Barkelsby, Barkenholm, Barlt, Barmissen, Barnitz, Barsbek, Basedow, Basthorst, Bebensee, Behlendorf, Behrendorf, Behrensdorf, Beidenfleth, Bekdorf, Bekmünde, Belau, Beldorf, Bendfeld, Bendorf, Bergenhusen, Bergewöhrden, Beringstedt, Berkenthin, Beschendorf, Besdorf, Besenthal, Bevern, Bilsen, Bimöhlen, Bissee, Blekendorf, Bliestorf, Blomesche Wildnis, Blumenthal, Blunk, Böel, Bohmstedt, Böhnhusen, Bokel (bei Rendsburg), Bokel (Pinneberg), Bokelrehm, Bokholt-Hanredder, Bokhorst, Böklund, Boksee, Bollingstedt, Bondelum, Boostedt, Bordelum, Bordesholm, Boren, Borgdorf-Seedorf, Borgstedt, Borgsum, Borgwedel, Börm, Bornholt, Bornhöved, Börnsen, Borsfleth, Borstel (Holstein), Borstel-Hohenraden, Borstorf, Bosau, Bosbüll, Bothkamp, Bovenau, Böxlund, Braak, Braderup, Brammer, Bramstedtlund, Brande-Hörnerkirchen, Brebel, Bredenbek, Breiholz, Breitenberg, Breitenburg, Breitenfelde, Brekendorf, Breklum, Brickeln, Brinjahe, Brodersby (Angeln), Brodersby (Schwansen), Brodersdorf, Brokdorf, Brokstedt, Bröthen, Brügge, Brunsbek, Brunsmark, Brunstorf, Büchen, Buchholz (Dithmarschen), Buchholz (Herzogtum Lauenburg) o Buchholz (bei Ratzeburg), Buchhorst, Bühnsdorf, Bullenkuhlen, Bünsdorf, Bunsoh, Burg, Busdorf, Busenwurth, Büsum, Büsumer Deichhausen, Büttel, Christiansholm y Christinenthal.
D-E-F-G
Dagebüll, Dägeling, Dahmker, Daldorf, Dalldorf, Damendorf, Damlos, Dammfleth, Damp, Damsdorf, Dänischenhagen, Dannau, Dannewerk, Dassendorf, Dätgen, Delingsdorf, Dellstedt, Delve, Dersau, Diekhusen-Fahrstedt, Dingen, Dobersdorf, Dollerup, Dollrottfeld, Dörnick, Dörphof, Dörpling, Dörpstedt, Drage (Nordfriesland), Drage (Steinburg), Dreggers, Drelsdorf, Düchelsdorf, Dunsum, Duvensee, Ecklak, Eddelak, Eggebek, Eggstedt, Ehndorf, Einhaus, Eisendorf, Elisabeth-Sophien-Koog, Ellerbek, Ellerdorf, Ellerhoop, Ellhöft, Ellingstedt, Elmenhorst (Lauenburg), Elmenhorst (Stormarn), Elpersbüttel, Elsdorf-Westermühlen, Elskop, Embühren, Emkendorf, Emmelsbüll-Horsbüll, Enge-Sande, Engelbrechtsche Wildnis, Epenwöhrden, Erfde, Escheburg, Esgrus, Fahrdorf, Fahren, Fahrenkrug, Fargau-Pratjau, Fedderingen, Felde, Feldhorst, Felm, Fiefbergen, Fitzbek, Fitzen, Fleckeby, Flintbek, Fockbek [←∞Amt Hohner Harde], Föhrden-Barl, Fredeburg, Fredesdorf, Freienwill, Fresendelf, Frestedt, Friedrich-Wilhelm-Lübke-Koog, Friedrichsgabekoog, Friedrichsgraben, Friedrichsholm, Friedrichskoog, Fuhlendorf, Fuhlenhagen, Galmsbüll, Gammelby, Garding (Kirchspiel), Gaushorn, Gelting, Geltorf, Geschendorf, Gettorf, Giekau, Giesensdorf, Glasau, Glüsing, Gnutz, Göhl, Gokels, Goldebek, Goldelund, Göldenitz, Goltoft, Gönnebek, Goosefeld, Göttin, Grabau (Lauenburg), Grabau (Stormarn), Grambek, Grande, Grauel, Grebin, Gremersdorf, Grevenkop, Grevenkrug, Gribbohm, Grinau, Gröde, Grödersby, Grönwohld, Groß Boden, Groß Buchwald, Groß Disnack, Groß Grönau, Groß Kummerfeld, Groß Niendorf, Groß Nordende, Groß Offenseth-Aspern, Groß Pampau, Groß Rheide, Groß Rönnau, Groß Sarau, Groß Schenkenberg, Groß Vollstedt, Groß Wittensee, Großbarkau, Großenaspe, Großenbrode, Großenrade, Großensee, Großenwiehe, Großharrie, Großsolt, Grothusenkoog, Grove, Groven, Grundhof, Güby, Gudendorf, Gudow, Gülzow y Güster.
H-I-J
Haale, Haby, Hadenfeld, Hagen, Hamberge, Hamdorf, Hamfelde (Lauenburg), Hamfelde (Stormarn), Hammoor, Hamwarde, Hamweddel, Hanerau-Hademarschen, Hardebek, Harmsdorf (Lauenburg), Harmsdorf (Ostholstein), Hartenholm, Haselau, Haseldorf, Haselund, Hasenkrug, Hasenmoor, Hasselberg, Haßmoor, Hattstedt, Hattstedtermarsch, Havekost, Havetoft, Hedwigenkoog, Heede, Heidekamp, Heidgraben, Heidmoor, Heidmühlen, Heikendorf, Heiligenstedten, Heiligenstedtenerkamp, Heilshoop, Heinkenborstel, Heist, Hellschen-Heringsand-Unterschaar, Helmstorf, Helse, Hemdingen, Hemme, Hemmingstedt, Hennstedt (Dithmarschen), Hennstedt (Steinburg), Heringsdorf, Herzhorn, Hetlingen, Hillgroven, Hingstheide, Hitzhusen, Hochdonn, Hodorf, Hoffeld, Högel, Högersdorf, Högsdorf, Hohenaspe, Hohenfelde (Plön), Hohenfelde (Steinburg), Hohenfelde (Stormarn), Hohenhorn, Hohenlockstedt, Hohenwestedt, Hohn, Höhndorf, Hohwacht, Hoisdorf, Hollenbek, Hollingstedt (Dithmarschen) u Hollingstedt (bei Delve), Hollingstedt (Treene), Holm (Nordfriesland), Holm (Pinneberg), Holstenniendorf, Holt, Holtsee, Holzbunge, Holzdorf, Honigsee, Hooge o Hallig Hooge, Hornbek, Hörnum, Horst (Holstein), Horst (Lauenburg), Horstedt, Hörsten, Hörup, Hövede, Hude, Huje, Hummelfeld, Humptrup, Hürup, Husby, Hüsby, Hüttblek, Hütten, Idstedt, Immenstedt (Dithmarschen) o Immenstedt (bei Albersdorf), Immenstedt (Nordfriesland), Itzstedt, Jagel, Jahrsdorf, Janneby, Jardelund, Jerrishoe, Jersbek, Jevenstedt, Joldelund, Jörl, Jübek y Juliusburg.
K-L
Kaaks, Kabelhorst, Kaisborstel, Kaiser-Wilhelm-Koog, Kalübbe, Kampen, Kankelau, Karby, Karlum, Karolinenkoog, Kasseburg, Kasseedorf, Kastorf, Katharinenheerd, Kattendorf, Kayhude, Kiebitzreihe, Kirchbarkau, Kirchnüchel, Kisdorf, Kittlitz, Klamp, Klanxbüll, Klappholz, Klein Barkau, Klein Bennebek, Klein Gladebrügge, Klein Nordende, Klein Offenseth-Sparrieshoop, Klein Pampau, Klein Rheide, Klein Rönnau, Klein Wesenberg, Klein Wittensee, Klein Zecher, Klempau, Kletkamp, Kleve (Dithmarschen), Kleve (Steinburg), Klinkrade, Klixbüll, Koberg, Köhn, Koldenbüttel, Kolkerheide, Kollmar, Kollmoor, Kölln-Reisiek, Kollow, Königshügel, Kosel, Köthel (Lauenburg), Köthel (Stormarn), Kotzenbüll, Krempdorf, Krempel, Kremperheide, Krempermoor, Krems II, Krogaspe, Krokau, Kronprinzenkoog, Kronsgaard, Kronsmoor, Kropp, Kröppelshagen-Fahrendorf, Krukow, Krummbek, Krummendiek, Krummesse, Krummwisch, Krumstedt, Krüzen, Kuddewörde, Kuden, Kudensee, Kühren, Kühsen, Kükels, Kulpin, Kummerfeld, Labenz, Laboe, Ladelund, Lägerdorf, Lammershagen, Landrecht, Landscheide, Langballig, Langeln, Langeneß, Langenhorn, Langenlehsten, Langstedt, Langwedel, Lankau, Lanze, Lasbek, Latendorf, Lebrade, Leck, Leezen, Lehe, Lehmkuhlen, Lehmrade, Lensahn, Lentföhrden, Lexgaard, Lieth, Linau, Lindau, Linden, Lindewitt, List, Lockstedt, Lohbarbek, Lohe-Föhrden, Lohe-Rickelshof, Loit, Looft, Loop, Loose, Löptin, Lottorf, Löwenstedt, Lüchow, Luhnstedt, Lunden, Lürschau, Lütau, Lütjenholm, Lütjensee, Lütjenwestedt, Lutterbek y Lutzhorn.
M-N-O-P
Maasbüll, Maasholm, Manhagen, Marnerdeich, Martensrade, Mechow, Meddewade, Medelby, Meezen, Meggerdorf, Mehlbek, Melsdorf, Meyn, Midlum, Mielkendorf, Mildstedt, Mittelangeln, Möhnsen, Mohrkirch, Molfsee, Mönkeberg, Mönkhagen, Mönkloh, Moordiek, Moorhusen, Moorrege, Mörel, Mözen, Mucheln, Mühbrook, Mühlenbarbek, Mühlenrade, Munkbrarup, Münsterdorf, Müssen, Mustin, Nahe, Nebel, Negenharrie, Negernbötel, Nehms, Nehmten, Neritz, Nettelsee, Neu Duvenstedt, Neuberend, Neudorf-Bornstein, Neuenbrook, Neuendeich, Neuendorf bei Elmshorn, Neuendorf-Sachsenbande, Neuengörs, Neuenkirchen, Neufeld, Neufelderkoog, Neukirchen (Nordfriesland), Neukirchen (Ostholstein), Neuwittenbek, Neversdorf, Nieblum, Nieby, Nienborstel, Nienbüttel, Niendorf an der Stecknitz, Niendorf bei Berkenthin, Nienwohld, Niesgrau, Nindorf (bei Hohenwestedt), Nindorf (bei Meldorf), Noer, Norddeich, Norddorf, Norderbrarup, Norderfriedrichskoog, Norderheistedt, Nordermeldorf, Norderstapel, Norderwöhrden, Nordhackstedt, Nordhastedt, Nordstrand, Norstedt, Nortorf (Wilstermarsch) o Nortorf (Steinburg), Nottfeld, Nübbel, Nübel, Nusse, Nutteln, Nützen, Ockholm, Odderade, Oelixdorf, Oering, Oersberg, Oersdorf, Oeschebüttel, Oesterdeichstrich, Oesterwurth, Oevenum, Oeversee, Offenbüttel, Oldenborstel, Oldenbüttel, Oldendorf, Oldenhütten, Oldenswort, Oldersbek, Olderup, Oldsum, Osdorf, Ostenfeld (Husum), Ostenfeld (Rendsburg), Oster-Ohrstedt, Osterby (Rendsburg-Eckernförde), Osterby (Schleswig-Flensburg), Osterhever, Osterhorn, Osterrade, Osterrönfeld, Osterstedt, Ostrohe, Ottenbüttel, Ottendorf, Owschlag, Padenstedt, Pahlen, Panker, Panten, Passade, Peissen, Pellworm, Pogeez, Poggensee, Pohnsdorf, Pölitz, Pommerby, Poppenbüll, Pöschendorf, Postfeld, Poyenberg, Prasdorf, Prinzenmoor, Prisdorf, Probsteierhagen, Pronstorf y Puls.
Q-R-S
Quarnbek, Quarnstedt, Quickborn del Dithmarschen [Quickborn (Dithmarschen)], Raa-Besenbek, Rabel, Rabenholz, Rabenkirchen-Faulück, Rade (Steinburg), Rade bei Hohenwestedt, Rade bei Rendsburg, Ramhusen, Ramstedt, Rantrum, Rantzau, Rastorf, Rathjensdorf, Rausdorf, Reesdorf, Reher, Rehhorst, Rehm-Flehde-Bargen, Reinsbüttel, Remmels, Rendswühren, Rethwisch (Steinburg), Rethwisch (Stormarn), Rickert, Rickling, Riepsdorf, Rieseby, Ringsberg, Risum-Lindholm, Ritzerau, Rodenäs, Rodenbek, Rohlstorf, Römnitz, Rondeshagen, Rosdorf, Roseburg, Rügge, Ruhwinkel, Rumohr, Rümpel, Sahms, Salem, Sandesneben, Sankt Annen, Sankt Margarethen, Sankt Michaelisdonn, Sankt Peter-Ording, Sarlhusen, Sarzbüttel, Saustrup, Schaalby, Schacht-Audorf, Schackendorf, Schafflund, Schafstedt, Schalkholz, Schashagen, Scheggerott, Schellhorn, Schenefeld, Schieren, Schierensee, Schillsdorf, Schinkel, Schiphorst, Schlesen, Schlichting, Schlotfeld, Schmalensee, Schmalfeld, Schmalstede, Schmedeswurth, Schmilau, Schnakenbek, Schnarup-Thumby, Schönbek, Schönberg (Holstein), Schönberg (Lauenburg), Schönhorst, Schönkirchen, Schönwalde, Schretstaken, Schrum, Schuby, Schulendorf, Schülldorf, Schülp (Dithmarschen), Schülp bei Nortorf, Schülp bei Rendsburg, Schürensöhlen, Schwabstedt, Schwartbuck, Schwedeneck, Schwesing, Schwissel, Seedorf (Lauenburg), Seedorf (Segeberg), Seefeld, Seester, Seestermühe, Seeth (Nordfriesland), Seeth-Ekholt, Sehestedt, Selent, Selk, Seth, Siebenbäumen, Siebeneichen, Siek, Sierksdorf, Sierksrade, Sievershütten, Sieverstedt, Silberstedt, Silzen, Simonsberg, Sirksfelde, Sollerup, Sollwitt, Sommerland, Sönnebüll, Sophienhamm, Sören, Sörup, Sprakebüll, Stadum, Stafstedt, Stakendorf, Stangheck, Stapelfeld, Stedesand, Steenfeld, Stein, Steinberg, Steinbergkirche, Steinburg, Steinfeld, Steinhorst, Stelle-Wittenwurth, Sterley, Sterup, Stipsdorf, Stocksee, Stolk, Stolpe, Stoltebüll, Stoltenberg, Stördorf, Störkathen, Strande, Strübbel, Struckum, Strukdorf, Struvenhütten, Struxdorf, Stubben, Stuvenborn, Süderau, Süderbrarup, Süderdeich, Süderdorf, Süderende, Süderfahrenstedt, Süderhackstedt, Süderhastedt, Süderheistedt, Süderhöft, Süderlügum, Südermarsch, Süderstapel y Sülfeld.
T-U-V-W-Z
Taarstedt, Tackesdorf, Talkau, Tangstedt (Pinneberg), Tangstedt (Stormarn), Tappendorf, Tarbek, Tarp, Tasdorf, Tastrup, Tating, Techelsdorf, Tellingstedt, Tensbüttel-Röst, Tensfeld, Tetenbüll, Tetenhusen, Thaden, Thumby, Tielen, Tielenhemme, Timmaspe, Tinningstedt, Todenbüttel, Todendorf, Todesfelde, Tolk, Tramm, Trappenkamp, Travenbrück, Travenhorst, Traventhal, Treia, Tremsbüttel, Trennewurth, Trittau, Tröndel, Tümlauer-Koog, Tüttendorf, Twedt, Uelsby, Uelvesbüll, Ulsnis, Uphusum, Utersum, Vaale, Vaalermoor, Viöl, Vollerwiek, Vollstedt, Volsemenhusen, Waabs, Wacken, Wagersrott, Wahlstorf, Wakendorf I, Wakendorf II, Walksfelde, Wallen, Wallsbüll, Wanderup, Wangelau, Wangels, Wankendorf, Wapelfeld, Warder, Warnau, Warringholz, Warwerort, Wattenbek, Weddelbrook, Weddingstedt, Weede, Wees, Weesby, Welmbüttel, Welt, Wendtorf, Wennbüttel, Wenningstedt-Braderup, Wensin, Wentorf, Wesenberg, Wesselburener Deichhausen, Wesselburenerkoog, Wesseln, Westensee, Wester-Ohrstedt, Westerau, Westerborstel, Westerdeichstrich, Westerhever, Westerholz, Westerhorn, Westermoor, Westerrade, Westerrönfeld, Westre, Wewelsfleth, Wiedenborstel, Wiemersdorf, Wiemerstedt, Wiershop, Willenscharen, Windbergen, Windeby, Winnemark, Winnert, Winseldorf, Winsen, Wisch (Holstein), Wisch (Nordfriesland), Witsum, Wittbek, Wittdün, Wittenbergen, Wittenborn, Wittmoldt, Witzeeze, Witzhave, Witzwort, Wobbenbüll, Wohlde, Wohltorf, Wöhrden, Wolmersdorf, Woltersdorf, Worth, Wrist, Wrixum, Wrohm, Wulfsmoor, Zarpen y Ziethen.

## Capitales y matrículas de los distritos y las ciudades autónomas
Distritos (Kreise) [capital; matrícula]
- El Dithmarschen [Kreis Dithmarschen] (Heide de Holstein; HEI)
- El Ducado de Lauemburgo [Kreis Herzogtum Lauenburg] (Ratzeburgo; RZ)
- La Frisia Septentrional [Kreis Nordfriesland] (Husum; NF)
- El Holstein Oriental [Kreis Ostholstein] (Eutin; OH)
- Pinneberg [Kreis Pinneberg] (Pinneberg; PI)
- Plön [Kreis Plön] (Plön; PLÖ)
- Rendsburg-Eckernförde [Kreis Rendsburg-Eckernförde] (Rendsburg; RD)
- Schleswig-Flensburgo [Kreis Schleswig-Flensburg] (Schleswig; SL)
- Segeberg [Kreis Segeberg] (Bad Segeberg; SE)
- Steinburg [Kreis Steinburg] (Itzehoe; IZ)
- El Stormarn [Kreis Stormarn] (Bad Oldesloe; OD)

Ciudades no integradas en distritos (kreisfreie Städte) [matrícula]
- Flensburgo (Flensburg) [FL]
- Kiel, Landeshauptstadt (KI)
- Lübeck, Hansestadt (HL)
- Neumünster (NMS)

Lista de todas las matrículas alemanas

## Explicación del significado de los nombres de los distritos
A) Kreise cuyos nombres están formados por los de una o dos ciudades (5):
- Pinneberg
- Plön
- Rendsburgo-Eckernförde (Rendsburg-Eckernförde)
- Schleswig-Flensburgo (Schleswig-Flensburg)
- Segeberg [Bad Segeberg]

B) Kreise que toman el nombre de un territorio histórico o de una comarca (6):
- El Dithmarschen
- El Ducado de Lauemburgo (Herzogtum Lauenburg)
- La Frisia Septentrional (Nordfriesland)
- El Holstein Oriental (Ostholstein)
- Steinburg
- El Stormarn

Schleswig, además de ser una ciudad y capital de distrito, es también el nombre de un antiguo ducado danés.
El Dithmarschen y el Stormarn son territorios de añeja tradición histórica. Formaban parte del ducado danés de Holstein.
Llama la atención, en un país republicano como Alemania, que un distrito (Kreis) se denomine Ducado de Lauemburgo (Herzogtum Lauenburg). Lo mismo ocurre en la Baja Sajonia, con el distrito territorial (Landkreis) del Condado de Bentheim (Grafschaft Bentheim).
La Frisia Septentrional (Nordfriesland) es una comarca costera situada a lo largo del Mar del Norte, en la que aún habitan personas de etnia y lengua frisonas.
El Holstein Oriental (Ostholstein) es un territorio situado en la parte oriental del antiguo ducado danés de Holstein. También abarca el igualmente hoy extinto Principado de Lübeck (Fürstentum Lübeck o Landesteil Lübeck), que hasta 1937 perteneció al Estado Libre de Oldemburgo (Freistaat Oldenburg).
Steinburg es una comarca que debe su nombre a una localidad de origen bajomedieval que se llamaba así y que se encontraba en lo que ahora mismo es el municipio de Süderau. Hoy día sólo es un pequeño túmulo de tierra, rodeado de árboles (ver ilustración).

## Estructura administrativa básica de cada distrito de Schleswig-Holstein
- Nota 1: Se resaltan en negrita y con el símbolo "∞" los 13 casos en los que una mancomunidad administrativa (Amt) está asociada a una ciudad o municipio, formando así ambos una comunidad administrativa (Verwaltungsgemeinschaft) especial. Cuando aparece la flecha con esta dirección: [←∞Entidad local], la entidad local cuyo nombre se encuentra entre corchetes es la que cede competencias y/o funciones, asumiéndolas, por el contrario, cuando se indica así: [→∞Entidad local].

- Nota 2: En relación con las sedes de las mancomunidades de municipios (Ämter), aparecen sus nombres entre corchetes cuando se encuentran fuera de su territorio y entre paréntesis cuando sucede todo lo contrario, añadiéndose el símbolo "=" cuando su denominación coincide con la del Amt respectivo.

0) Ciudades autónomas de KIEL, LÜBECK, FLENSBURGO y NEUMÜNSTER DE HOLSTEIN.
1) LA FRISIA SEPTENTRIONAL (Kreis Nordfriesland):
- 133 municipios (7 ciudades y 126 municipios ordinarios).
- 5 municipios no pertenecen a ningún Amt: las ciudades de Friedrichstadt, Husum y Tönning, así como Reußenköge y Sylt.
- 128 municipios mancomunados: 4 ciudades (Niebüll, Wyk de Föhr, Bredstedt y Garding) y 124 municipios ordinarios.

- Hay 8 Ämter:

| - Eiderstedt (Garding) [←∞Tönning] - Föhr-Amrum (Wyk de Föhr) - Landschaft Sylt [Sylt] [→∞Sylt] - Mittleres Nordfriesland (Bredstedt) [←∞Reußenköge] | - Nordsee-Treene (Mildstedt) [←∞Friedrichstadt] - Pellworm [Husum] [→∞Husum] - Südtondern (Niebüll) - Viöl (=) |  |

2) SCHLESWIG-FLENSBURGO (Kreis Schleswig-Flensburg):
- 129 municipios (4 ciudades y 125 municipios ordinarios).
- 5 municipios no pertenecen a ningún Amt: las ciudades de Glucksburgo del Mar Báltico, Kappeln y Schleswig, así como Handewitt y Harrislee.
- 124 municipios mancomunados: la ciudad de Arnis y 123 municipios ordinarios.

- Hay 13 Ämter:

| - Arensharde (Silberstedt) - Eggebek (=) - Geltinger Bucht (Steinbergkirche) - Haddeby (Busdorf) - Hürup (=) - Kappeln-Land [Kappeln] [→∞Kappeln] - Kropp-Stapelholm (Kropp) | - Langballig (=) - Mittelangeln (=) - Oeversee (Tarp) - Schafflund (=) - Südangeln (Böklund) - Süderbrarup (=) |  |

3) RENDSBURGO-ECKERNFÖRDE (Kreis Rendsburg-Eckernförde):
- 165 municipios (4 ciudades y 161 municipios ordinarios).
- 6 municipios no pertenecen a ningún Amt: las ciudades de Büdelsdorf, Eckernförde y Rendsburgo, así como Altenholz, Kronshagen y Wasbek.
- 159 municipios mancomunados: la ciudad de Nortoft y 158 municipios ordinarios.

- Hay 14 Ämter:

| - Achterwehr (=) - Bordesholm (=) - Dänischenhagen (=) - Dänischer Wohld (Gettorf) - Eiderkanal (Osterrönfeld) - Flintbek (=) - Fockbek ** (=) | - Hohner Harde ** (Hohn) [→∞Fockbek] ** - Hüttener Berge (Groß Wittensee) - Jevenstedt (=) - Mittelholstein (Hohenwestedt) - Molfsee (=) - Nortorfer Land (Nortorf) - Schlei-Ostsee [Eckernförde] |  |

- Nota: El municipio de Fockbek pertenece al Amt del mismo nombre, del que es su capital, pero a su vez también ha constituido con el vecino Amt del Hohner Harde, con sede en Hohn, una comunidad administrativa (Verwaltungsgemeinschaft) especial.

4) PLÖN (Kreis Plön):
- 85 municipios (4 ciudades y 81 municipios ordinarios).
- 6 municipios no pertenecen a ningún Amt: las ciudades de Plön, Preetz y Schwentinental, así como Ascheberg, Bönebüttel y Bösdorf.
- 79 municipios mancomunados: la ciudad de Lütjenburg y 78 municipios ordinarios.

- Hay 7 Ämter:

| - Bokhorst-Wankendorf (Wankendorf) - Großer Plöner See [Plön] ** - Lütjenburg (=) - Preetz-Land (Schellhorn) | - Probstei (Schönberg de Holstein) - Schrevenborn (Heikendorf) - Selent/Schlesen [Schwentinental] [→∞Schwentinental] |  |

- Nota: El municipio de Bosau, del Kreis del Holstein Oriental, está integrado en el Amt del Großer Plöner See.

5) EL HOLSTEIN ORIENTAL (Kreis Ostholstein):
- 36 municipios (6 ciudades y 30 municipios ordinarios).
- 17 municipios no pertenecen a ningún Amt: las ciudades de Bad Schwartau, Eutin, Fehmarn, Heiligenhafen, Neustadt de Holstein y Oldemburgo de Holstein, así como Ahrensbök, Dahme, Grömitz, Grube, Kellenhusen del Mar Báltico, Malente, Ratekau, Scharbeutz, Stockelsdorf, Süsel y Timmendorfer Strand.
- 18 municipios mancomunados, todos ordinarios.

- Hay 3 Ämter:
  - Lensahn (=)
  - Oldenburg-Land [Oldemburgo de Holstein]
  - Ostholstein-Mitte (Schönwalde del Bungsberg)

- Nota: El municipio de Bosau está integrado en el Amt del Großer Plöner See, del Kreis de Plön.

6) EL DUCADO DE LAUEMBURGO (Kreis Herzogtum Lauenburg):
- 132 municipios (5 ciudades y 127 municipios ordinarios).
- 6 municipios no pertenecen a ningún Amt: las ciudades de Geesthacht, Lauemburgo del Elba, Mölln, Ratzeburgo y Schwarzenbek, así como Wentorf de Hamburgo.
- 126 municipios mancomunados, todos ordinarios.

- Hay 8 Ämter:

| - Berkenthin (=) - Breitenfelde [Mölln] [→∞Mölln] - Büchen (=) - Hohe Elbgeest (Dassendorf) - Lauenburgische Seen [Ratzeburgo] | - Lütau [Lauemburgo del Elba] [→∞Lauemburgo del Elba] - Sandesneben-Nusse (Sandesneben) - Schwarzenbek-Land [Schwarzenbek] |  |

7) EL STORMARN (Kreis Stormarn):
- 55 municipios (6 ciudades y 49 municipios ordinarios).
- 10 municipios no pertenecen a ningún Amt: las ciudades de Ahrensburgo, Bad Oldesloe, Bargteheide, Glinde, Reinbek de Hamburgo y Reinfeld de Holstein, así como Ammersbek, Barsbüttel, Grosshansdorf y Oststeinbek.
- 45 municipios mancomunados, todos ordinarios.

- Hay 5 Ämter:

| - Bad Oldesloe-Land [Bad Oldesloe] - Bargteheide-Land [Bargteheide] - Nordstormarn [Reinfeld de Holstein] | - Siek (=) - Trittau (=) |  |

- Nota: El municipio de Tangstedt está integrado en el Amt de Itzstedt, del Kreis de Segeberg.

8) SEGEBERG (Kreis Segeberg):
- 95 municipios (5 ciudades y 90 municipios ordinarios).
- 7 municipios no pertenecen a ningún Amt: las ciudades de Bad Bramstedt, Bad Segeberg, Kaltenkirchen, Norderstedt y Wahlstedt, así como Ellerau y Henstedt-Ulzburg.
- 88 municipios mancomunados, todos ordinarios.

- Hay 8 Ämter:

| - Bad Bramstedt-Land [Bad Bramstedt] - Boostedt-Rickling (Boostedt) - Bornhöved (Trappenkamp) - Itzstedt (=) ** | - Kaltenkirchen-Land [Kaltenkirchen] - Kisdorf (Kattendorf) - Leezen (=) - Trave-Land [Bad Segeberg] |  |

- Nota: El municipio de Tangstedt, del Kreis del Stormarn, está integrado en el Amt de Itzstedt.

9) PINNEBERG (Kreis Pinneberg):
- 49 municipios (7 ciudades y 42 municipios ordinarios).
- 13 municipios no pertenecen a ningún Amt: las ciudades de Barmstedt, Elmshorn, Pinneberg, Quickborn de Pinneberg, Schenefeld, Tornesch, Uetersen y Wedel, así como Bönningstedt, Halstenbek, Hasloh, Heligoland y Rellingen.
- 36 municipios mancomunados, todos ordinarios.

- Hay 6 Ämter:

| - Elmshorn-Land [Elmshorn] - Haseldorf [Uetersen] [→∞Uetersen] - Hörnerkirchen [Barmstedt] [→∞Barmstedt] | - Moorrege (=) - Pinnau [Rellingen] - Rantzau [Barmstedt] |  |

10) STEINBURG (Kreis Steinburg):
- 111 municipios (5 ciudades y 106 municipios ordinarios).
- 3 municipios no pertenecen a ningún Amt: Glückstadt, Itzehoe y Wilster, todos ellos ciudades.
- 108 municipios mancomunados: 2 ciudades (Kellinghusen y Krempe) y 106 municipios ordinarios.

- Hay 7 Ämter:

| - Breitenburg (=) - Horst-Herzhorn (Horst de Holstein) - Itzehoe-Land [Itzehoe] - Kellinghusen (=) | - Krempermarsch (Krempe) - Schenefeld (=) - Wilstermarsch [Wilster] [←∞Wilster] |  |

11) EL DITHMARSCHEN (Kreis Dithmarschen):
- 116 municipios (5 ciudades y 111 municipios ordinarios).
- 2 municipios no pertenecen a ningún Amt: Brunsbüttel y Heide de Holstein, ambos ciudades.
- 114 municipios mancomunados: 3 ciudades (Wesselburen, Meldorf y Marne) y 111 municipios ordinarios.

- Hay 6 Ämter:
  - Burg-Sankt Michaelisdonn (Burg de Dithmarschen)
  - Büsum-Wesselburen (Büsum)
  - Kirchspielslandgemeinde Heider Umland [Heide de Holstein]
  - Kirchspielslandgemeinden Eider (Hennstedt)
  - Marne-Nordsee (Marne)
  - Mitteldithmarschen (Meldorf)

## Las tres zonas de planificación regional de Schleswig-Holstein
Mediante la llamada Ley de planificación regional de Schleswig-Holstein (Gesetz über die Landesplanung o Landesplanungsgesetz -LaplaG-), del 10 de febrero de 1996, en su versión del 1 de enero de 2014, se reorganizó el territorio de dicho Land en tres zonas de planificación (Planungsräume), cuya organización depende directamente del ministro-presidente (jefe del ejecutivo) del País de Schleswig-Holstein (es decir, que no se crean, en este caso, organismos específicos autónomos que las gestionen por separado). Cada zona de planificación se dotará de un plan de ordenación territorial (Raumordnungsplan; antes Regionalplan) propio, que establecerá las directrices políticas y las prioridades públicas concretas, en dicha materia, con respecto al correspondiente territorio. Con anterioridad al 1 de enero de 2014 había 5 zonas de planificación:
Denominación oficial en español y en alemán: ámbito territorial
- Zona de Planificación I Sur (Planungsraum I - Schleswig-Holstein Süd): distritos de Pinneberg, Segeberg, el Stormarn y el Ducado de Lauemburgo.
- Zona de Planificación II Este (Planungsraum II - Schleswig-Holstein Ost): la ciudad autónoma de Lübeck y el distrito del Holstein Oriental.
- Zona de Planificación III Centro (Planungsraum III - Schleswig-Holstein Mitte): las ciudades autónomas de Kiel y Neumünster, y los distritos de Rendsburgo-Eckernförde y Plön.
- Zona de Planificación IV Sudoeste (Planungsraum IV - Schleswig-Holstein Süd-West): los distritos de Dithmarschen y Steinburg.
- Zona de Planificación V Norte (Planungsraum V - Schleswig-Holstein Nord): la ciudad autónoma de Flensburgo y los distritos territoriales de la Frisia Septentrional y Schleswig-Flensburgo.

Sin embargo, a partir del 1 de enero de 2014 han quedado reducidas a las tres siguientes:
Denominación oficial en español y en alemán: ámbito territorial
- Zona de Planificación I (Planungsraum I): la ciudad autónoma de Flensburgo y los distritos de la Frisia Septentrional y Schleswig-Flensburgo. Antes era la V.
- Zona de Planificación II (Planungsraum II): las ciudades autónomas de Kiel y Lübeck, y los distritos territoriales de Rendsburgo-Eckernförde y Plön. Antes era la III.
- Zona de Planificación III (Planungsraum III): la ciudad autónoma de Lübeck y los distritos de Dithmarschen, Steinburg, Pinneberg, Segeberg, el Stormarn, el Ducado de Lauemburgo y el Holstein Oriental. Resulta de la fusión de las anteriores zonas de planificación I, II y IV.

- Información institucional Archivado el 1 de marzo de 2015 en Wayback Machine..

## Organización territorial de la Ciudad Libre y Hanseática de Hamburgo
La Ciudad Libre y Hanseática de Hamburgo (Freie und Hansestadt Hamburg) es un Estado federado (Bundesland) alemán. Limita al norte con el País de Schleswig-Holstein y al sur con el País de la Baja Sajonia, del que en parte le separa el curso principal del río Elba (Elbe). Además, le pertenecen unas pequeñas islas del Mar del Norte (Neuwerk, Scharhörn y Nigehörn), situadas muy cerca de la ciudad de Cuxhaven —actualmente adscrita al País de la Baja Sajonia y que hasta 1937 perteneció a Hamburgo—, así como el parque nacional de las Marismas Hamburguesas (Nationalpark Hamburgisches Wattenmeer), correspondiente a ese sector de la costa alemana. Todo este enclave constituye, en conjunto, el Stadtteil de Neuwerk, en el Bezirk de Mitte.

### Introducción histórica
La llamada Ley del Gran Hamburgo (Groß-Hamburg-Gesetz), aprobada el 26 de enero de 1937 (entró en vigor el 1 de abril siguiente), dio a la Ciudad Libre y Hanseática de Hamburgo sus actuales límites, mediante el canje masivo de muy diversos territorios, en particular de enclaves (entre ellos, la ciudad de Cuxhaven, que pasó a pertenecer a la provincia prusiana de Hannóver), logrando así que un único espacio geográfico, situado en torno a la antigua ciudad de Hamburgo, contiguo, muy urbanizado y consistente, de hecho, en varias ciudades y demás núcleos de población unidos en una sola conurbación, estuviera bajo una misma jurisdicción estatal.
Una vez terminó la tiranía nazi (la organización territorial interna que dio a Hamburgo dicho régimen carece de mayor interés, dado el carácter marcadamente provisional de la misma y la entrada de Alemania, casi inmediatamente después, en una guerra que asoló prácticamente toda la ciudad), una ley aprobada el 21 de septiembre de 1949 por el Parlamento Hamburgués (Hamburgische Bürgerschaft), y que entró en vigor el 11 de mayo de 1951, dio a dicha antigua ciudad hanseática su actual división en 7 distritos (Bezirke; Bezirk en singular), que pronto quedaría consagrada al máximo nivel, al pasar a figurar la misma en la propia Constitución de la Ciudad-Estado.
Aunque se ha intentado varias veces, especialmente en 1961, organizar el territorio de la ciudad de una forma mucho más descentralizada, en concreto por medio de los llamados Ortsämter, dichas estructuras quedaron definitivamente abolidas mediante la llamada reforma de la administración distrital (Bezirksverwaltungsreform) aprobada el 18 de julio de 2006, que reforzó la organización del territorio de Hamburgo en distritos (Bezirke) y barrios (Stadtteile), y que culminó el 1 de marzo de 2008, cuando se aprobaron diversos cambios, complementarios a ella, en la división de Hamburgo en barrios y en la adscripción de estos a distritos. La última de tales modificaciones entró en vigor el 1 de enero de 2011, siendo desde entonces 104 el número de barrios.

### Actual división de Hamburgo en 7 distritos(Bezirke)y 104 barrios(Stadtteile)
- I MITTE (19 Stadtteile): Hamburg-Altstadt, Billbrook, Billstedt, Borgfelde, Finkenwerder, HafenCity, Hamm, Hammerbrook, Horn, Kleiner Grasbrook, Neustadt, Neuwerk (enclave), Rothenburgsort, St. Georg, St. Pauli, Steinwerder, Veddel, Waltershof y Wilhelmsburg.
- II ALTONA (14 Stadtteile): Altona-Altstadt, Altona-Nord, Bahrenfeld, Blankenese, Groß Flottbek, Iserbrook, Lurup, Nienstedten, Osdorf, Othmarschen, Ottensen, Rissen, Sternschanze y Sülldorf.
- III EIMSBÜTTEL (9 Stadtteile): Eidelstedt, Eimsbüttel, Harvestehude, Hoheluft-West, Lokstedt, Niendorf, Rotherbaum, Schnelsen y Stellingen.
- IV NORD (13 Stadtteile): Alsterdorf, Barmbek-Nord, Barmbek-Süd, Dulsberg, Eppendorf, Fuhlsbüttel, Groß Borstel, Hohenfelde, Hoheluft-Ost, Langenhorn, Ohlsdorf, Uhlenhorst y Winterhude.
- V WANDSBEK (18 Stadtteile): Bergstedt, Bramfeld, Duvenstedt, Eilbek, Farmsen-Berne, Hummelsbüttel, Jenfeld, Lemsahl-Mellingstedt, Marienthal, Poppenbüttel, Rahlstedt, Sasel, Steilshoop, Tonndorf, Volksdorf, Wandsbek, Wellingsbüttel y Wohldorf-Ohlstedt.
- VI BERGEDORF (14 Stadtteile): Allermöhe, Altengamme, Bergedorf, Billwerder, Curslack, Kirchwerder, Lohbrügge, Moorfleet, Neuallermöhe, Neuengamme, Ochsenwerder, Reitbrook, Spadenland y Tatenberg.
- VII HARBURG (17 Stadtteile): Altenwerder, Cranz, Eißendorf, Francop, Gut Moor, Harburg, Hausbruch, Heimfeld, Langenbek, Marmstorf, Moorburg, Neuenfelde, Neugraben-Fischbek, Neuland, Rönneburg, Sinstorf y Wilstorf.

## Para saber más
A) Bibliografía relativa a Schleswig-Holstein (en alemán)
- Robert Bohn: "Geschichte Schleswig-Holsteins". C. H. Beck, Múnich, 2006. ISBN 3-406-50891-X.
- Otto Brandt y Wilhelm Klüver: "Geschichte Schleswig-Holsteins". 8ª edición. Mühlau, Kiel, 1981.
- Uwe Carstens: "Parteiendemokratie in Schleswig-Holstein", en: Göttrik Wewer (coord.): "Demokratie in Schleswig-Holstein. Historische Aspekte und aktuelle Fragen." Opladen, 1998. ISBN 3-8100-2028-1.
- Uwe Carstens: "Das Flüchtlingsproblem in Schleswig-Holstein". Veröffentlichung des Schleswig-Holsteinischen Landesarchivs, Schleswig, 1997. ISBN 3-931292-51-7.
- Bettina Goldberg: "Abseits der Metropolen. Die jüdische Minderheit in Schleswig-Holstein." Wachholtz, Neumünster, 2011.
ISBN 978-3-529-06111-0.
- Uwe Danker y Astrid Schwabe: "Schleswig-Holstein und der Nationalsozialismus". Neumünster, 2005.
- Hippolyt Haas, Hermann Krumm y Fritz Stoltenberg: "Schleswig-Holstein meerumschlungen in Wort und Bild". Kiel, 1896.
- Hanswilhelm Haefs: "Ortsnamen und Ortsgeschichten in Schleswig-Holstein". Norderstedt, 2004. ISBN 3-8334-0509-0.
- Bernd Hoefer: "Gesetze des Landes Schleswig-Holstein". 3ª edición. 2009. ISBN 978-3-936773-47-7.
- Jürgen H. Ibs, Eckart Dege y Henning Unverhau (coord.): "Historischer Atlas Schleswig-Holstein". 3 volúmenes. Wachholtz, Neumünster.
- Jutta Kürtz: "Land am Wasser. Schleswig-Holstein. Über 200 Geschichten für Einheimische und Urlauber." Wachholtz, Neumünster/Hamburg, 2014. ISBN 978-3-529-05397-9.
- Ulrich Lange (coord.): "Geschichte Schleswig-Holsteins". Wachholtz, Neumünster, 2003. ISBN 3-529-02440-6.
- Klaus-Joachim Lorenzen-Schmidt y Ortwin Pelc (coord.): "Das neue Schleswig-Holstein Lexikon". 2ª edición. Wachholtz, Neumünster, 2006. ISBN 3-529-02441-4.
- Eckardt Opitz (coord.): "Schleswig-Holstein. Das Land und seine Geschichte in Bildern, Texten und Dokumenten."
Ellert & Richter, Hamburgo, 2008. ISBN 978-3-8319-0084-8.
- Utz Schliesky, Jan Schlürmann y Daniel Günther (coord.): "Schleswig-Holstein in Europa. Gedankenskizzen zur Zukunft eines Bundeslandes." Wachholtz, Hamburgo/Neumünster, 2014. ISBN 978-3-529-02997-4.
- Kurt-Dietmar Schmidtke: "Die Entstehung Schleswig-Holsteins." 3ª edición. Wachholtz, Neumünster, 1995.
ISBN 3-529-05316-3.
- Jann Markus Witt y Heiko Vosgerau (coord.): "Schleswig-Holstein von den Ursprüngen bis zur Gegenwart. Eine Landesgeschichte." Convent-Verlag, Hamburgo, 2002. ISBN 3-934613-39-X.

B) Bibliografía relativa a Hamburgo (en alemán):
- Uwe Bahnsen y Kerstin von Stürmer: "Die Stadt, die auferstand - Hamburgs Wiederaufbau 1948–1960." Convent, Hamburgo, 2005. ISBN 3-934613-89-6.
- Matthias Blazek: "Die Geschichte des Hamburger Sportvereins von 1887 - 125 Jahre im Leben eines der populärsten Fußballvereine. Mit einem besonderen Blick auf die Vorgängervereine, die Frühzeit des Hamburger Ballsports und das Fusionsjahr 1919." Ibidem, Stuttgart, 2012. ISBN 978-3-8382-0387-4.
- Matthias Blazek: "Seeräuberei, Mord und Sühne – Eine 700-jährige Geschichte der Todesstrafe in Hamburg 1292–1949." Ibidem, Stuttgart, 2012. ISBN 978-3-8382-0457-4.
- Jörg Duppler (coord.): "Hamburg zur See. Maritime und militärische Beiträge zur Geschichte Hamburgs." Führungsakademie der Bundeswehr y Mittler, Herford, 1989. ISBN 3-8132-0318-2.
- Ralf Lange: "Hamburg – Wiederaufbau und Neuplanung 1943–1963." Königstein del Taunus, 1994. ISBN 3-7845-4610-2.
- Rolf Stephan: "Hamburg, ehemals, gestern und heute." Steinkopf, Stuttgart, 1985. ISBN 3-7984-0633-2.
- Redaktion HASPA-Stadtteilbuch: "Hamburg - Von Altona bis Zollenspieker." Hoffmann und Campe, Hamburgo, 2002.
ISBN 3-455-11333-8.
- Franklin Kopitzsch y Daniel Tilgner (coord.): "Hamburg Lexikon." Edición especial actualizada. Ellert & Richter, Hamburgo, 2011. ISBN 978-3-8319-0373-3.
- Eckart Kleßmann: "Geschichte der Stadt Hamburg". Die Hanse/Groenewold/Europäische Verlagsanstalt, Hamburgo, 2002. ISBN 3-434-52596-3.
- Freie und Hansestadt Hamburg: "Mit Hamburg verbunden – Hamburg-Handbuch 2012/2013." Publicación disponible en Internet .
- Werner Jochmann y Hans-Dieter Loose: "Hamburg - Geschichte der Stadt und ihrer Bewohner." Volumen I: "Von den Anfängen bis zur Reichsgründung". Hoffmann und Campe, Hamburgo, 1986. ISBN 3-455-08709-4.
- Werner Jochmann y Hans-Dieter Loose: "Hamburg - Geschichte der Stadt und ihrer Bewohner." Volumen II: "Vom Kaiserreich bis zur Gegenwart". Hoffmann und Campe, Hamburgo, 1986. ISBN 3-455-08255-6.
- Erik y Martin Verg: "Das Abenteuer das Hamburg heißt. Der weite Weg zur Weltstadt." Ellert & Richter, Hamburgo, 1997.
ISBN 3-8319-0137-6.
- Hella Kemper, Kerstin Schmidtfrerick y Eva-Christiane Wetterer: "Hummelbuch - Hamburg Brevier." Murmann, Hamburgo, 2007. ISBN 978-3-86774-009-8.
- Ulrich Alexis Christiansen: "Hamburgs dunkle Welten. Der geheimnisvolle Untergrund der Hansestadt." Ch. Links, Berlín, 2008. ISBN 978-3-86153-473-0.
- Hans-Helmut Poppendieck et al. (coord.): "Der Hamburger Pflanzenatlas von A bis Z". Dölling und Galitz, Múnich/Hamburgo, 2010. ISBN 978-3-937904-93-1.
- Ute Kleinelümern y Hanno Ballhausen: "Alles über Hamburg. Erstaunliches & Kurioses. Zahlen-Daten-Fakten." Komet, Colonia, 2008. ISBN 978-3-89836-784-4.

C) Enlaces externos:
- Gobierno y Cancillería del País de Schleswig-Holstein (Landesportal).
- Senado o Gobierno de la Ciudad Libre y Hanseática de Hamburgo (Stadtportal).
- Parlamento Regional de Schleswig-Holstein (Schleswig-Holsteinischer Landtag).
- Asamblea Ciudadana Hamburguesa (Hamburgische Bürgerschaft).
- Central Regional para la Educación Política de Schleswig-Holstein (LZPB Schleswig-Holstein).
- Central Regional para la Educación Política de Hamburgo (LZPB Hamburg).
- Asamblea de los Distritos Territoriales Alemanes (Deutscher Landkreistag).